# Llançaments de l'Ubuntu

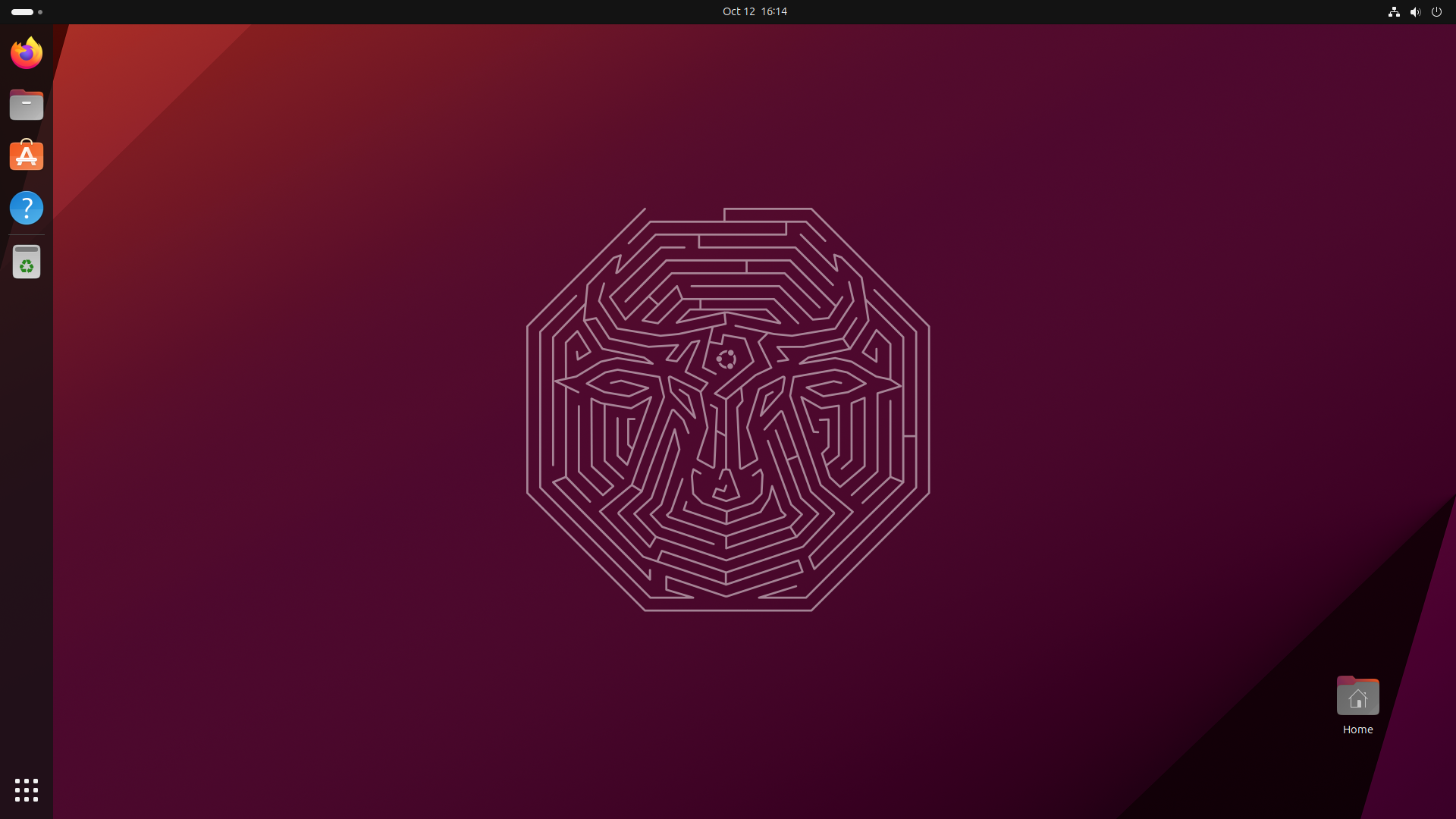
Ubuntu 23.10 Mantic Minotaur

Ubuntu, un sistema operatiu basat en el Debian GNU/Linux, fa dos llançaments cada any, utilitzant l'any i el mes del llançament com a número de versió. El primer llançament de l'Ubuntu, per exemple, s'anomenava Ubuntu 4.10 i es va alliberar el 20 d'octubre del 2004. Conseqüentment, els números de versió per llançaments futurs són provisionals; si el llançament es retarda, el número de versió canvia.
Als llançaments de l'Ubuntu també se'ls dona un nom, utilitzant un adjectiu i un nom d'animal (en anglès) amb la primera lletra igual (per exemple, Dapper Drake). Excepte els dos primers llançaments, els noms estan en ordre alfabètic, sent més fàcil saber quin és el llançament més nou.
Els llançaments acostumen a ser aproximadament un mes després dels llançaments de GNOME, que alhora són més o menys un mes després del llançament del X.org. D'aquesta manera, cada llançament de l'Ubuntu inclou la versió més recent de GNOME i X. Els llançaments 6.06 i 8.04 són Long Term Support (LTS, suport a llarg termini), és a dir, hi haurà actualitzacions durant tres anys a l'escriptori i durant cinc anys al servidor.

## Taula de versions
| 4.10 | Warty Warthog     | 2004-10-20 | 2006-04-30 | 2006-04-30 | N/D     | 2.6.8       |
| 5.04 | Hoary Hedgehog    | 2005-04-08 | 2006-10-31 | 2006-10-31 | N/D     | 2.6.10      |
| 5.10 | Breezy Badger     | 2005-10-13 | 2007-04-13 | 2007-04-13 | N/D     | 2.6.12      |
| 6.06 LTS                                                                                                | Dapper Drake      | 2006-06-01 | 2009-07-14 | 2011-06-01 | N/D     | 2.6.15      |
| 6.10 | Edgy Eft          | 2006-10-26 | 2008-04-25 | 2008-04-25 | N/D     | 2.6.17      |
| 7.04 | Feisty Fawn       | 2007-04-19 | 2008-10-19 | 2008-10-19 | N/D     | 2.6.20      |
| 7.10 | Gutsy Gibbon      | 2007-10-18 | 2009-04-18 | 2009-04-18 | N/D     | 2.6.22      |
| 8.04 LTS                                                                                                | Hardy Heron       | 2008-04-24 | 2011-05-12 | 2013-05-09 | N/D     | 2.6.24      |
| 8.10 | Intrepid Ibex     | 2008-10-30 | 2010-04-30 | 2010-04-30 | N/D     | 2.6.27      |
| 9.04 | Jaunty Jackalope  | 2009-04-23 | 2010-10-23 | 2010-10-23 | N/D     | 2.6.28      |
| 9.10 | Karmic Koala      | 2009-10-29 | 2011-04-30 | 2011-04-30 | N/D     | 2.6.31      |
| 10.04 LTS                                                                                               | Lucid Lynx        | 2010-04-29 | 2013-05-09 | 2015-04-30 | N/D     | 2.6.32      |
| 10.10                                                                                                   | Maverick Meerkat  | 2010-10-10 | 2012-04-10 | 2012-04-10 | N/D     | 2.6.35      |
| 11.04                                                                                                   | Natty Narwhal     | 2011-04-28 | 2012-10-28 | 2012-10-28 | N/D     | 2.6.38      |
| 11.10                                                                                                   | Oneiric Ocelot    | 2011-10-13 | 2013-05-09 | 2013-05-09 | N/D     | 3.0         |
| 12.04 LTS                                                                                               | Precise Pangolin  | 2012-04-26 | 2017-04-28 | 2017-04-28 | 2019-04 | 3.2         |
| 12.10                                                                                                   | Quantal Quetzal   | 2012-10-18 | 2014-05-16 | 2014-05-16 | N/D     | 3.5         |
| 13.04                                                                                                   | Raring Ringtail   | 2013-04-25 | 2014-01-27 | 2014-01-27 | N/D     | 3.8         |
| 13.10                                                                                                   | Saucy Salamander  | 2013-10-17 | 2014-07-17 | 2014-07-17 | N/D     | 3.11        |
| 14.04 LTS                                                                                               | Trusty Tahr       | 2014-04-17 | 2019-04-30 | 2019-04-30 | 2022-04 | 3.13        |
| 14.10                                                                                                   | Utopic Unicorn    | 2014-10-23 | 2015-07-23 | 2015-07-23 | N/D     | 3.16        |
| 15.04                                                                                                   | Vivid Vervet      | 2015-04-23 | 2016-02-04 | 2016-02-04 | N/D     | 3.19        |
| 15.10                                                                                                   | Wily Werewolf     | 2015-10-22 | 2016-07-28 | 2016-07-28 | N/D     | 4.2         |
| 16.04 LTS                                                                                               | Xenial Xerus      | 2016-04-21 | 2021-04    | 2021-04    | 2024-04 | 4.4         |
| 16.10                                                                                                   | Yakkety Yak       | 2016-10-13 | 2017-07-20 | 2017-07-20 | N/D     | 4.8         |
| 17.04                                                                                                   | Zesty Zapus       | 2017-04-13 | 2018-01-13 | 2018-01-13 | N/D     | 4.10        |
| 17.10                                                                                                   | Artful Aardvark   | 2017-10-19 | 2018-07-19 | 2018-07-19 | N/D     | 4.13        |
| 18.04 LTS                                                                                               | Bionic Beaver     | 2018-04-26 | 2023-04    | 2023-04    | 2028-04 | 4.15        |
| 18.10                                                                                                   | Cosmic Cuttlefish | 2018-10-18 | 2019-07-18 | 2019-07-18 | N/D     | 4.18        |
| 19.04                                                                                                   | Disco Dingo       | 2019-04-18 | 2020-01-23 | 2020-01-23 | N/D     | 5.0         |
| 19.10                                                                                                   | Eoan Ermine       | 2019-10-17 | 2020-07    | 2020-07    | N/D     | 5.3         |
| 20.04 LTS                                                                                               | Focal Fossa       | 2020-04-23 | 2025-04    | 2025-04    | 2030-04 | 5.4         |
| 20.10                                                                                                   | Groovy Gorilla    | 2020-10-22 | 2021-07    | 2021-07    | N/D     | 5.11        |
| 21.04                                                                                                   | Hirsute Hippo     | 2021-04-22 | 2022-01    | 2022-01    | N/D     | 5.11        |
| 21.10                                                                                                   | Impish Indri      | 2021-10-14 | 2022-07    | 2022-07    | N/D     | 5.14        |
| 22.04 LTS                                                                                               | Jammy Jellyfish   | 2022-04-21 | 2027-06    | 2027-06    | 2032-04 | 5.15 o 5.17 |
| 22.10                                                                                                   | Kinetic Kudu      | 2022-10-20 | 2023-07    | 2023-07    | N/D     | 5.19        |
| 23.04                                                                                                   | Lunar Lobster     | 2023-04-20 | 2024-01    | 2024-01    | N/D     | 6.2         |
| 23.10                                                                                                   | Mantic Minotaur   | 2023-10-12 | 2024-07    | 2024-07    | N/D     | 6.5         |
| 24.04 LTS                                                                                               | Nobel Numbat      | 2024-04-25 | 2024-07    | 2024-07    | 2034-04 | N/D         |
| Llegenda:Versió antigaVersió antiga, amb suportDarrera versióDarrera versió preliminarProper llançament |                   |            |            |            |         |             |

## Final del cicle de vida
Després que una certa versió d'Ubuntu hagi arribat al final del seu cicle de vida, els seus repositoris poden ser eliminats dels principals servidors d'Ubuntu i, per tant, als servidors de rèplica (miralls). No obstant es poden trobar els repositoris per a versions antigues a old-releases.ubuntu.com.

## Galeria

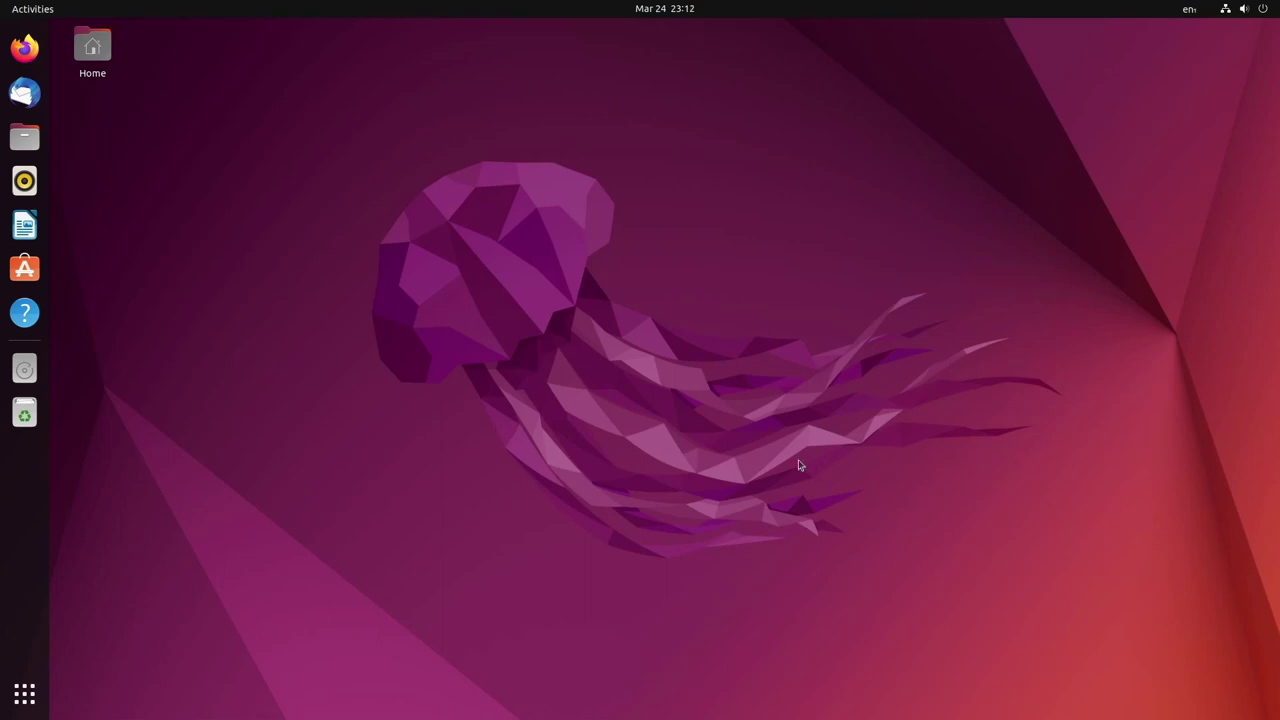
Ubuntu 22.04 LTS "Jammy Jellyfish"
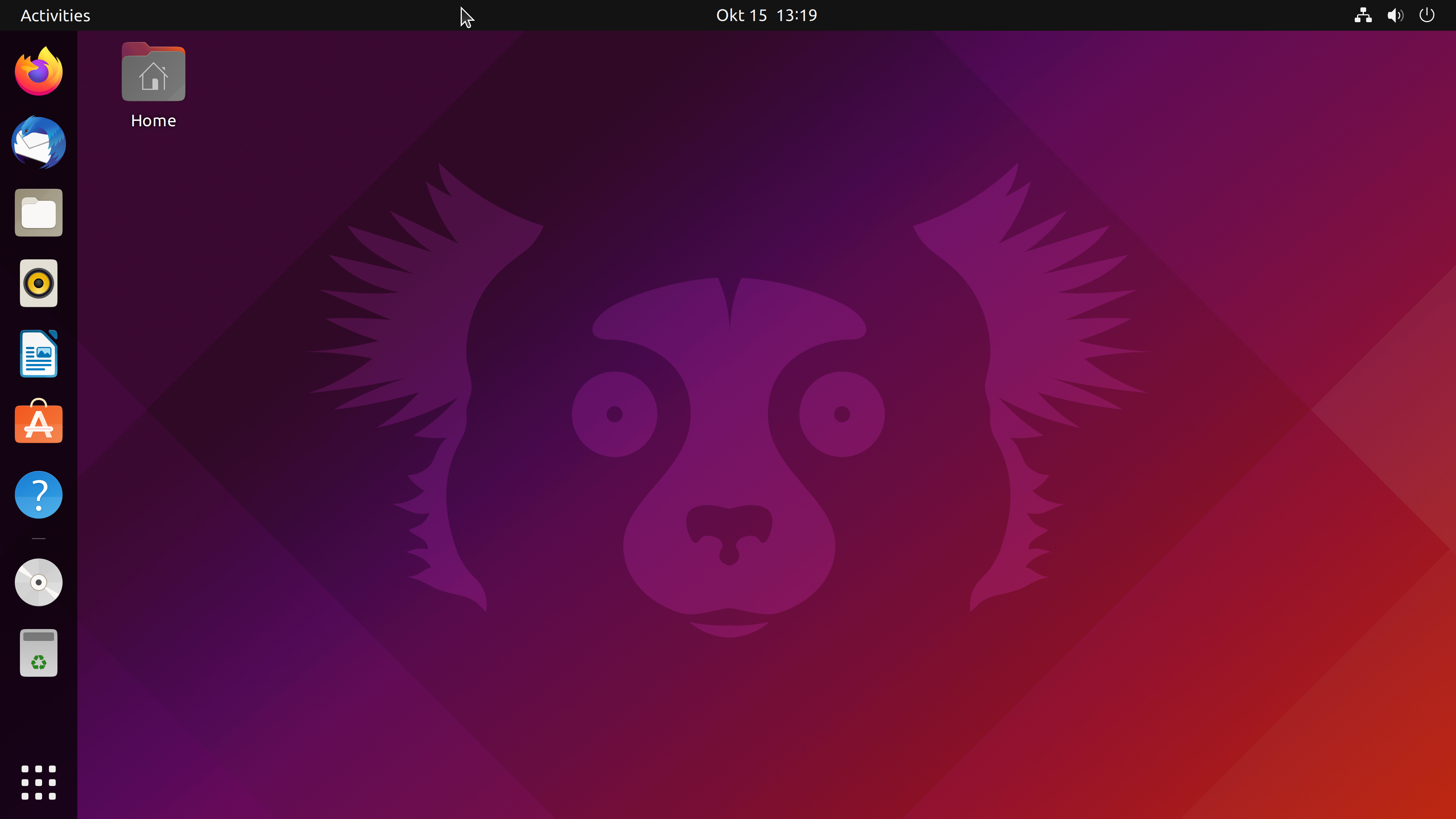
Ubuntu 21.10 "Impish Indri"
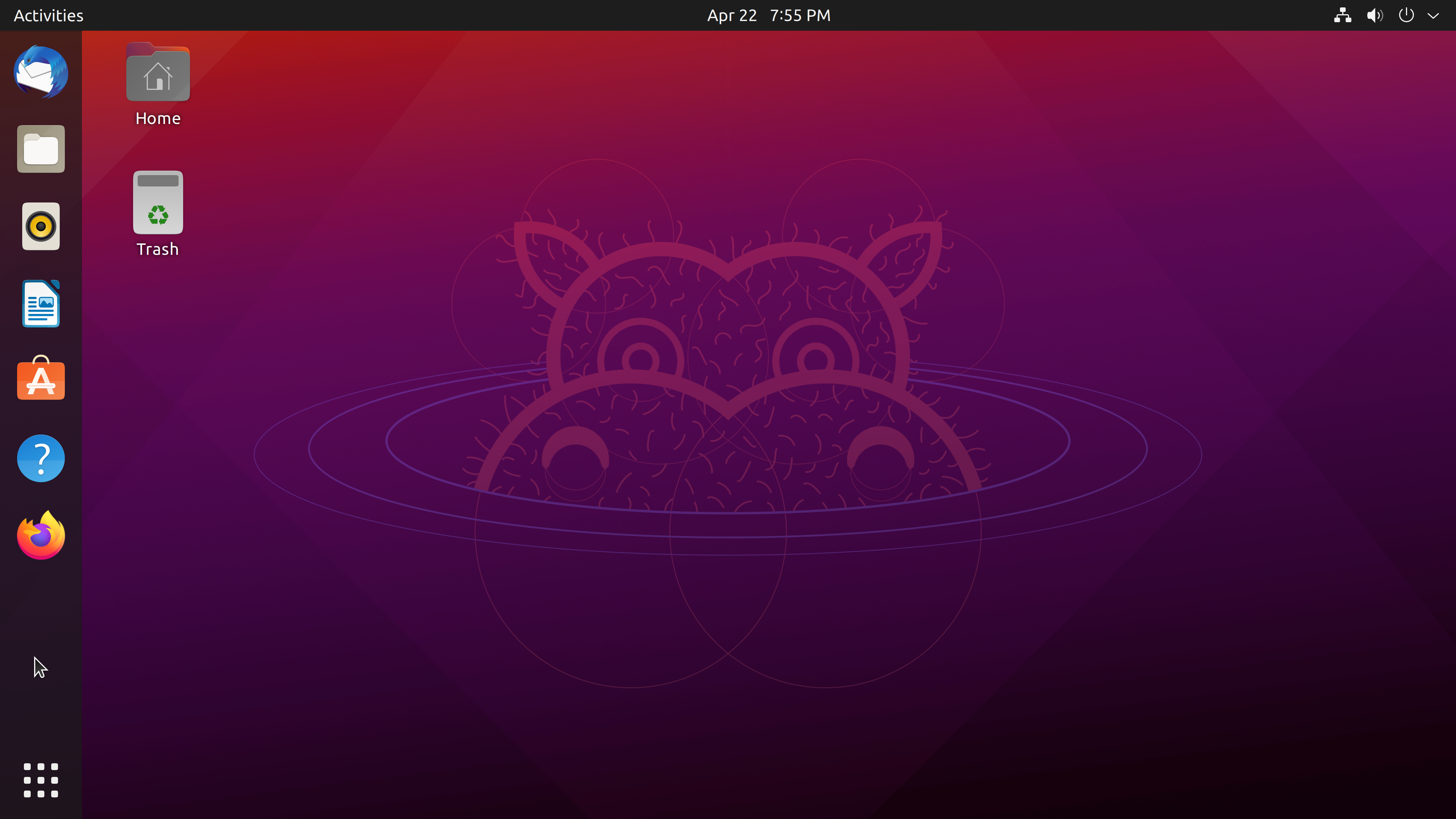
Ubuntu 21.04 "Hirsute Hippo"
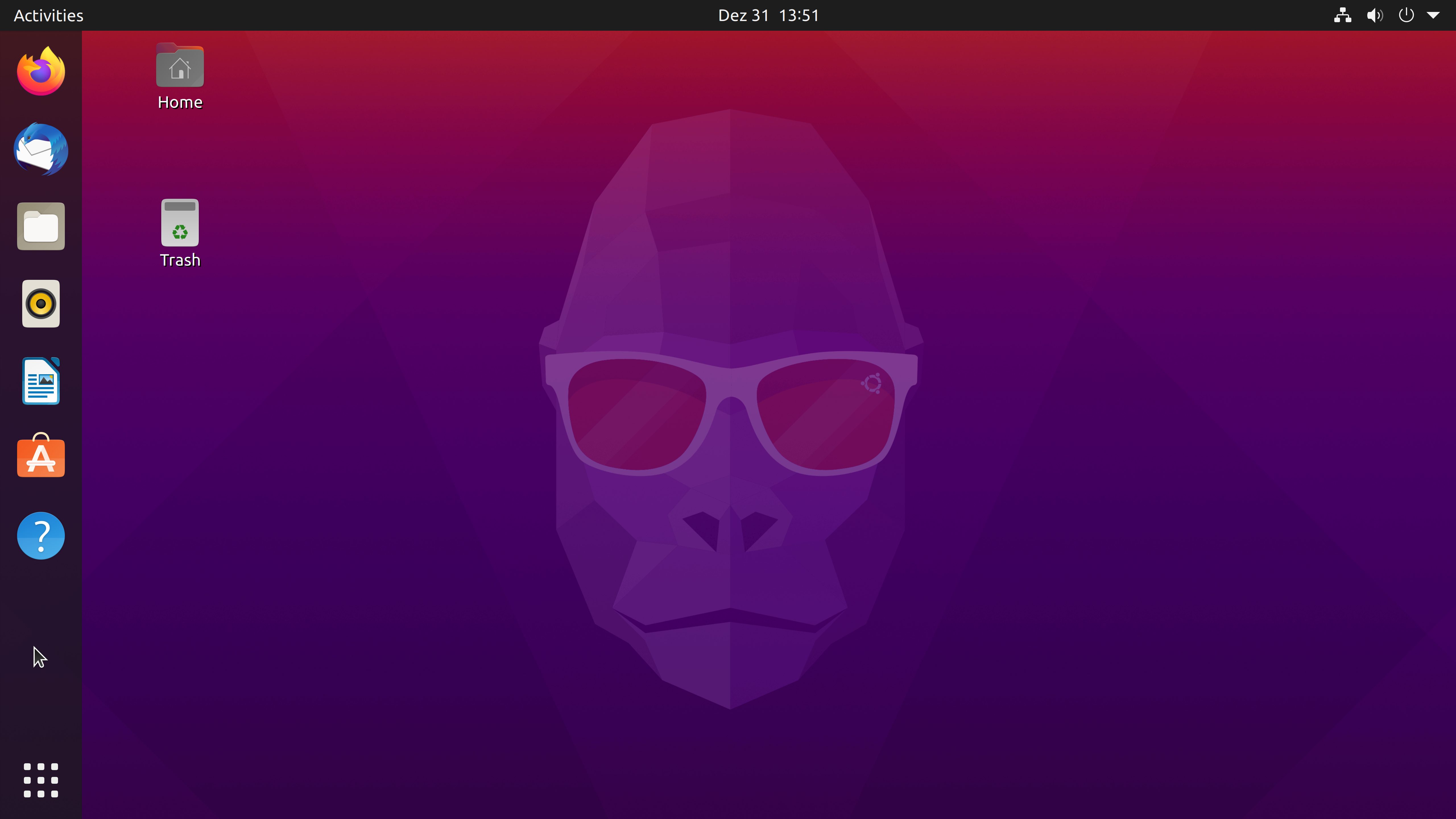
Ubuntu 20.10 "Groovy Gorilla"
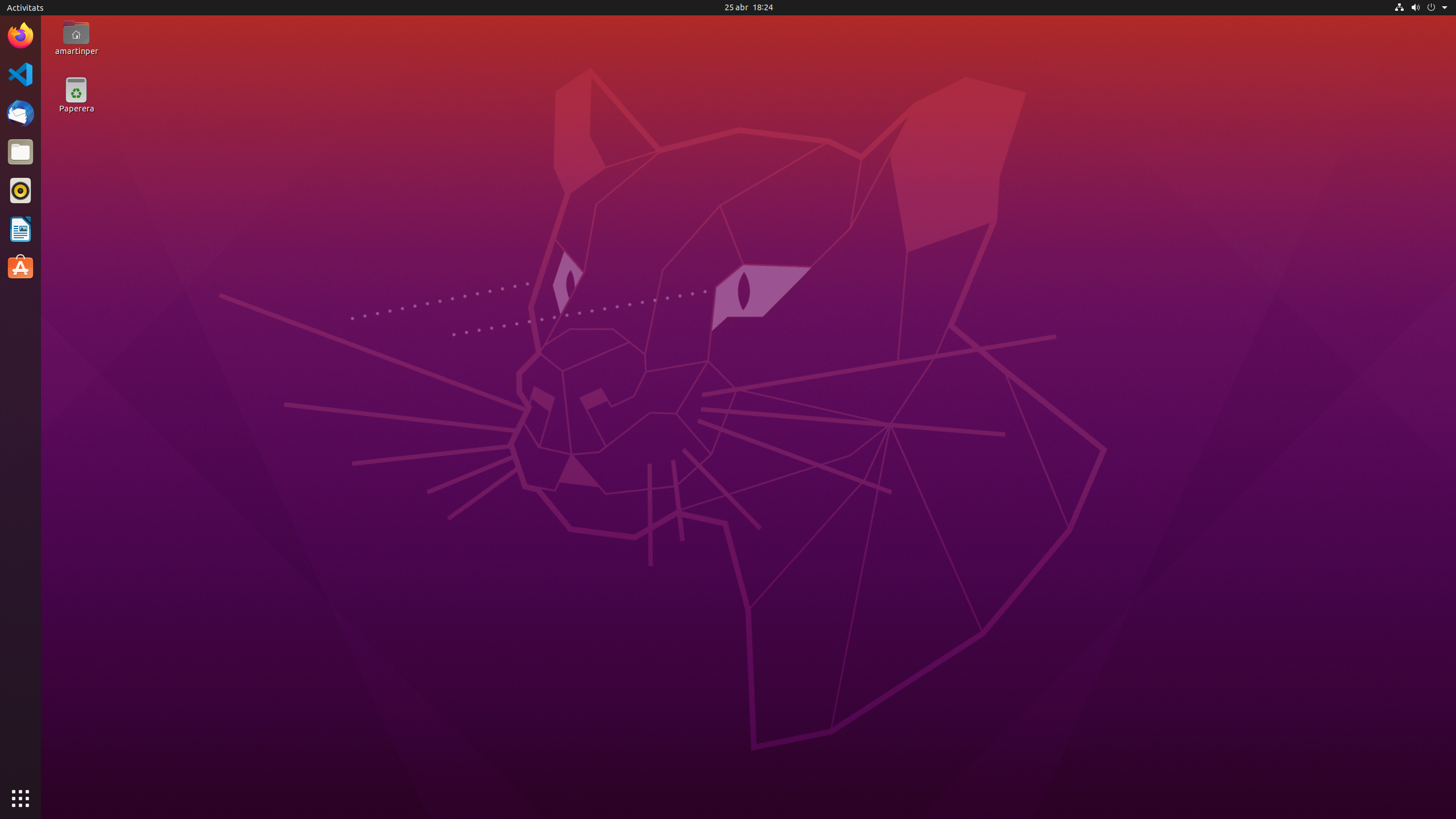
Ubuntu 20.04 LTS "Focal Fossa"
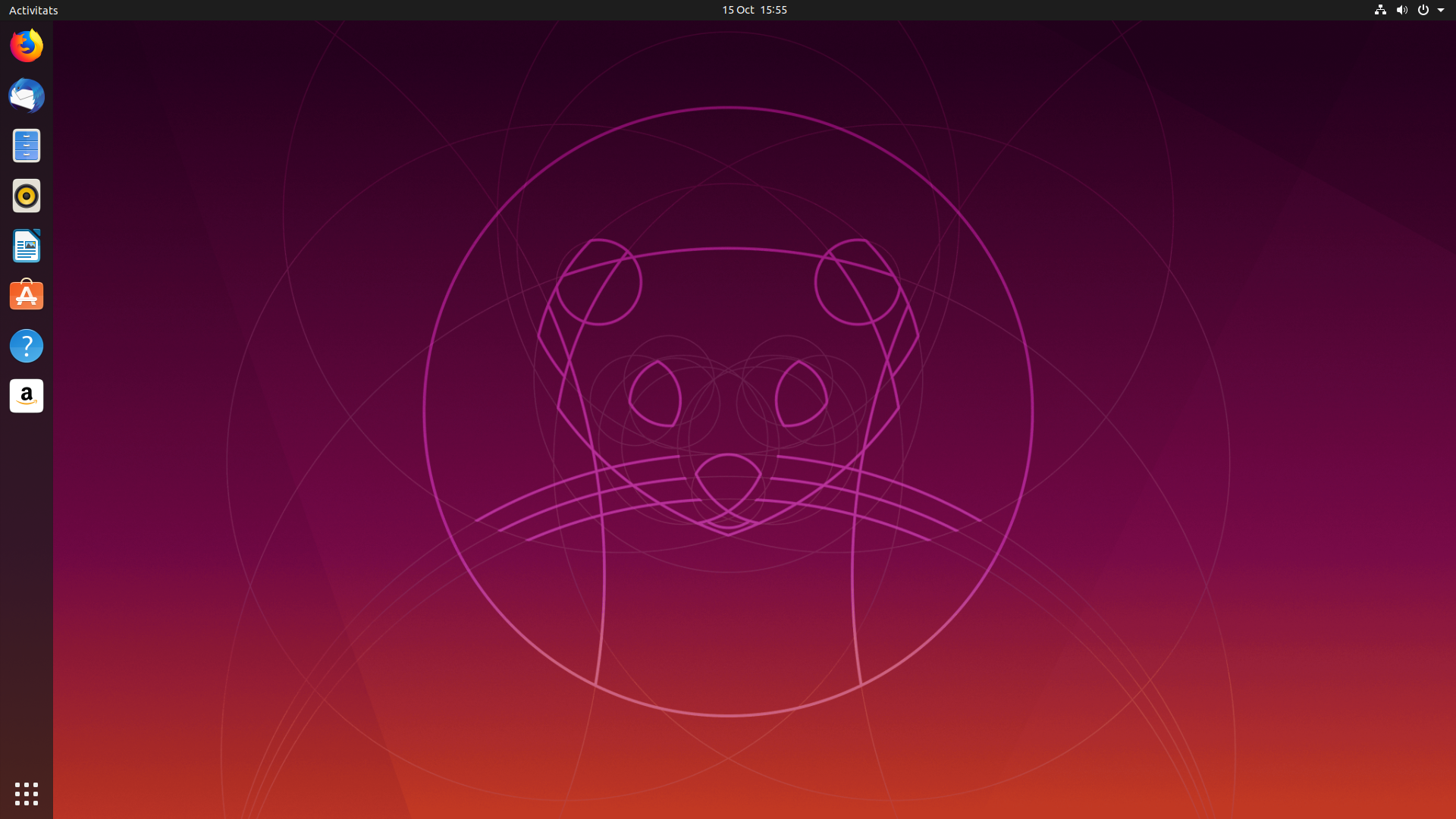
Ubuntu 19.10 "Eoan Ermine"
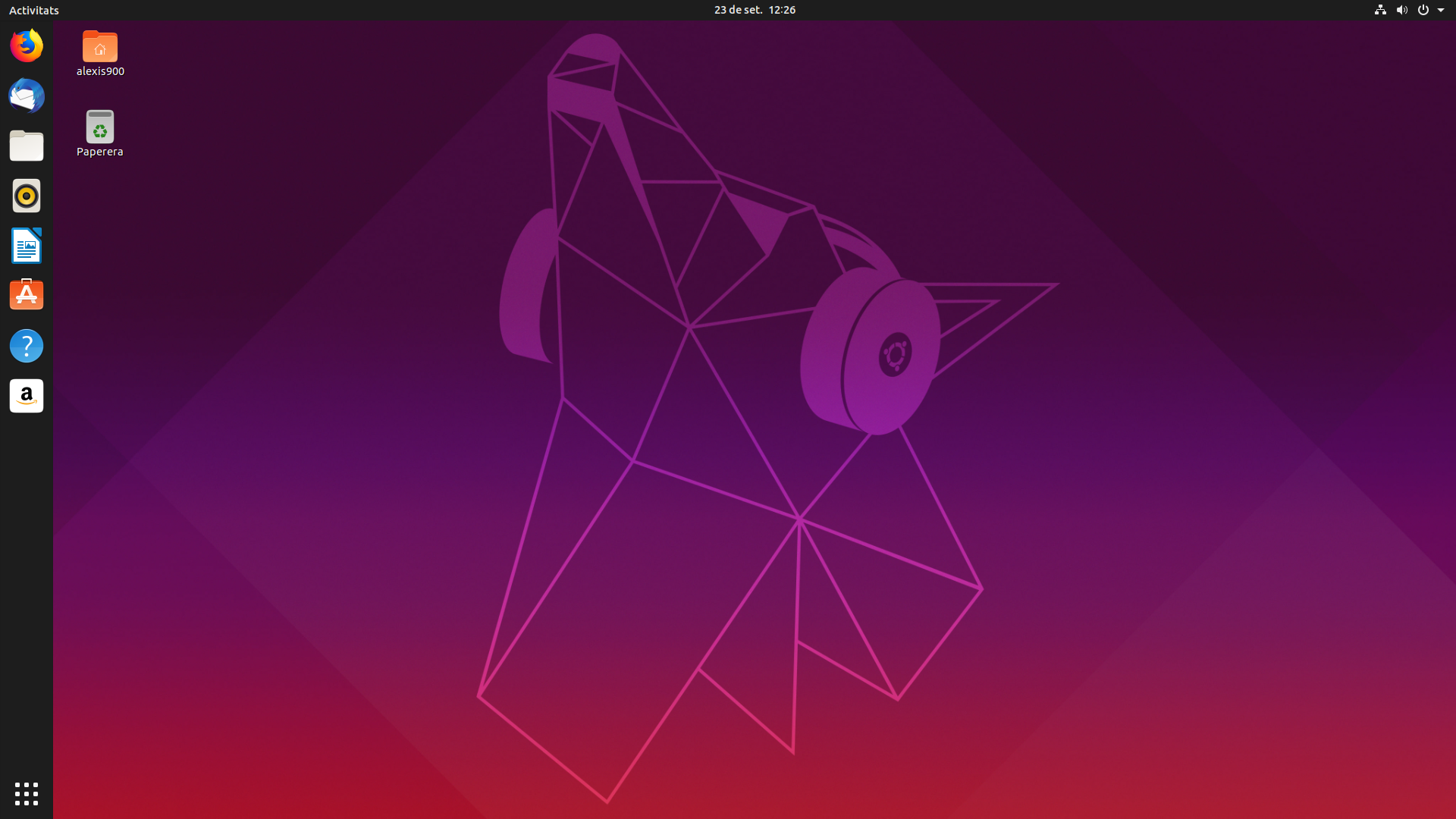
Ubuntu 19.04 "Disco Dingo"
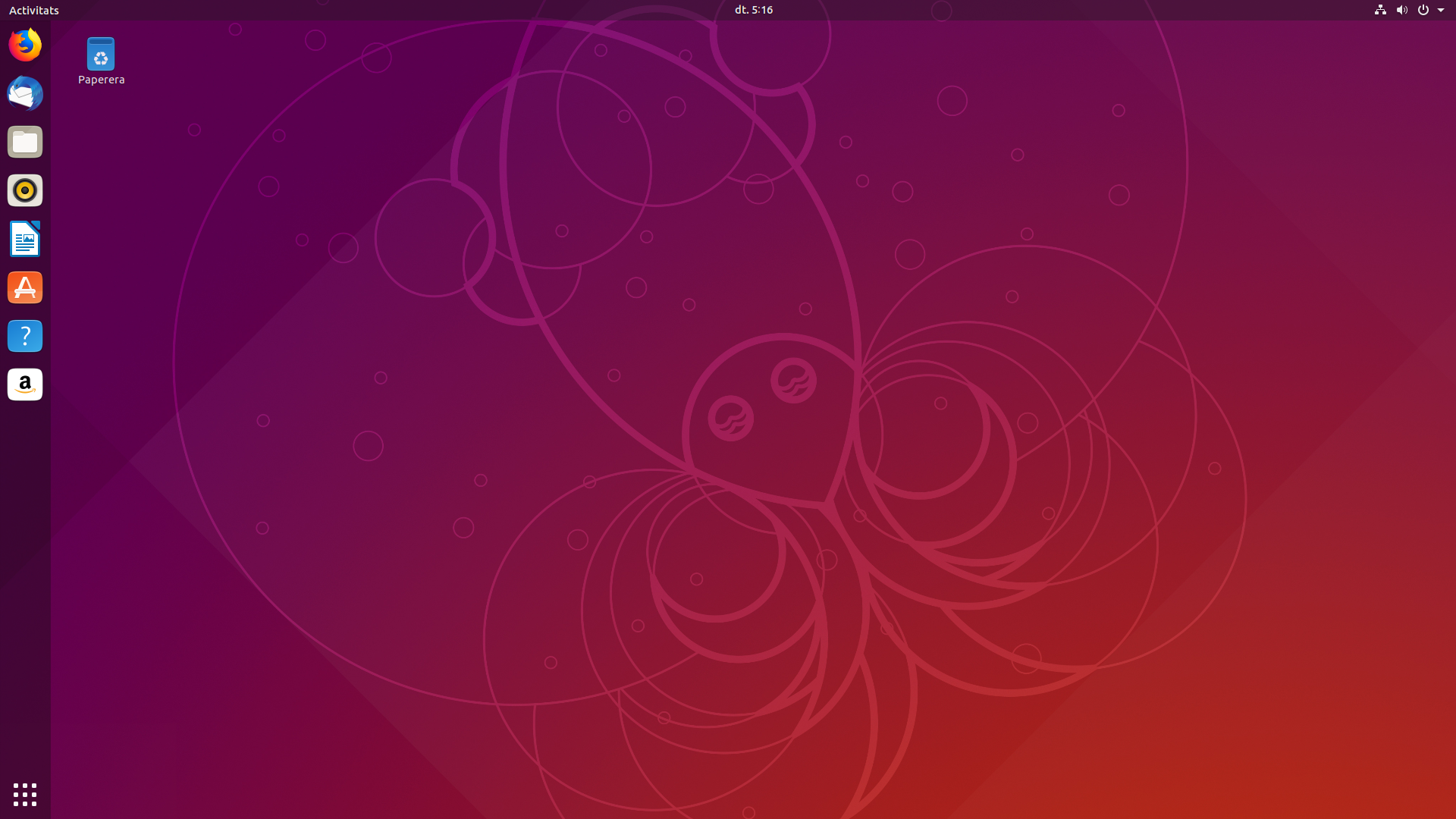
Ubuntu 18.10 "Cosmic Cuttlefish"
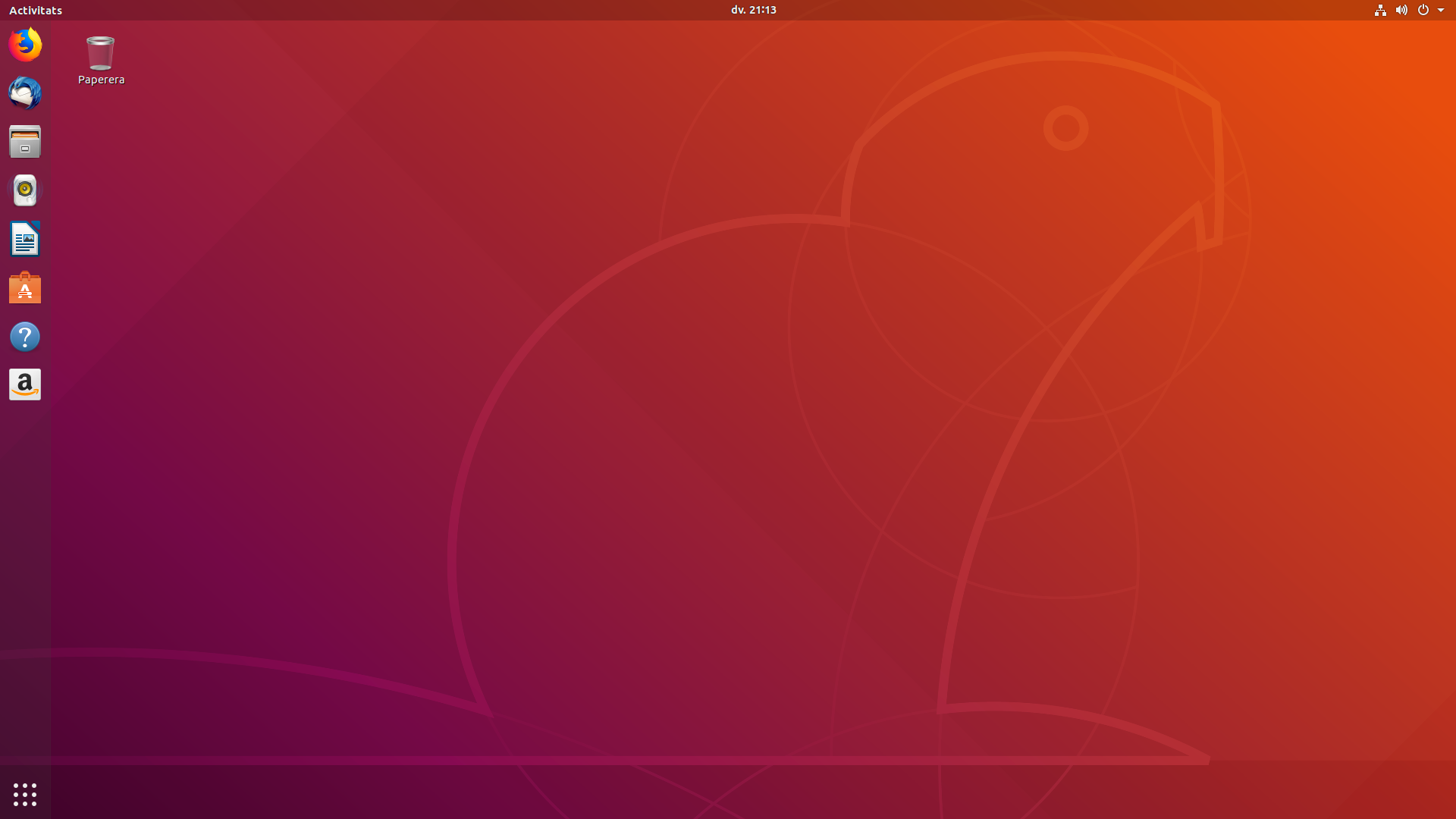
Ubuntu 18.04 LTS "Bionic Beaver"
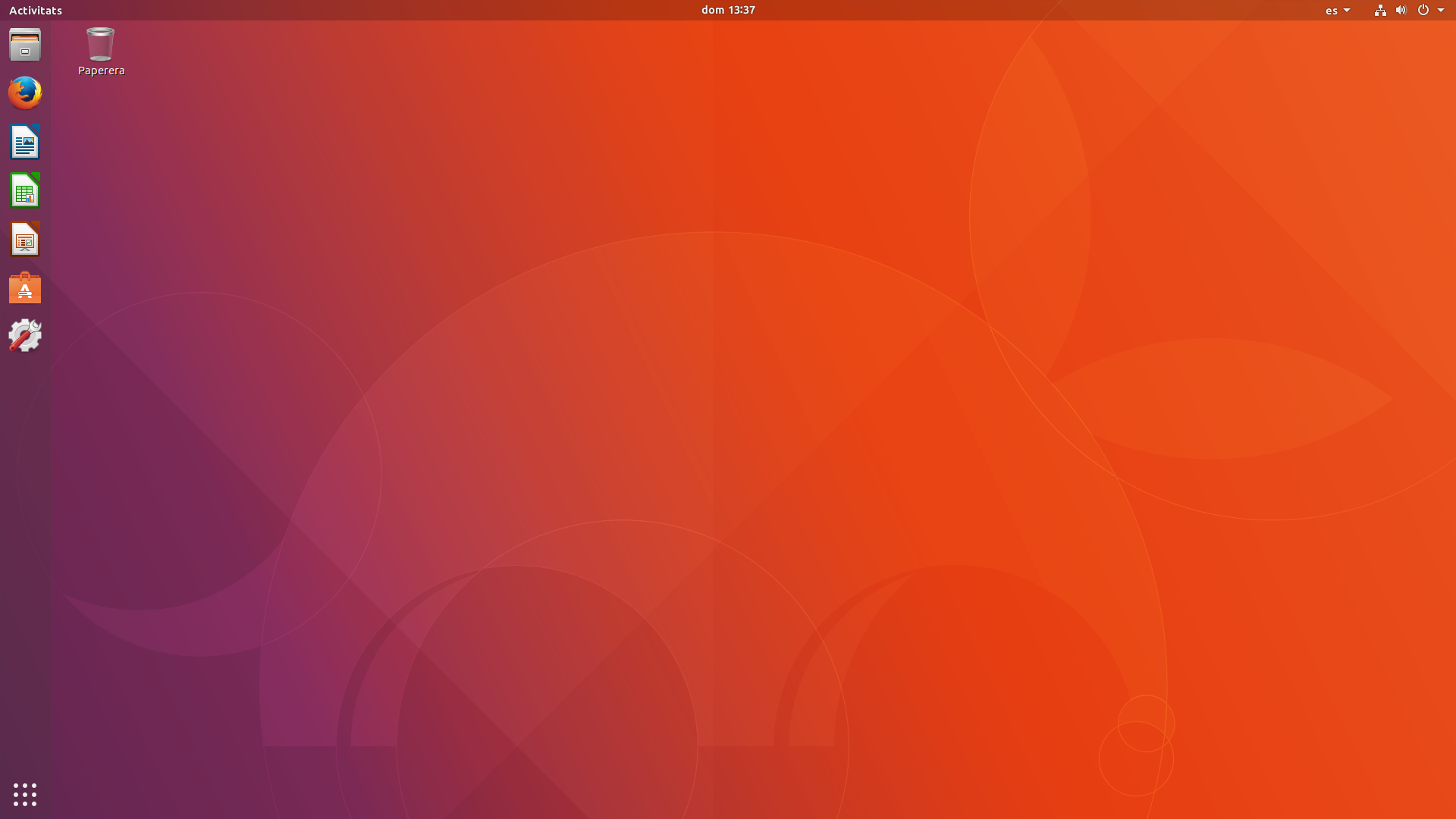
Ubuntu 17.10 "Artful Aardvark"
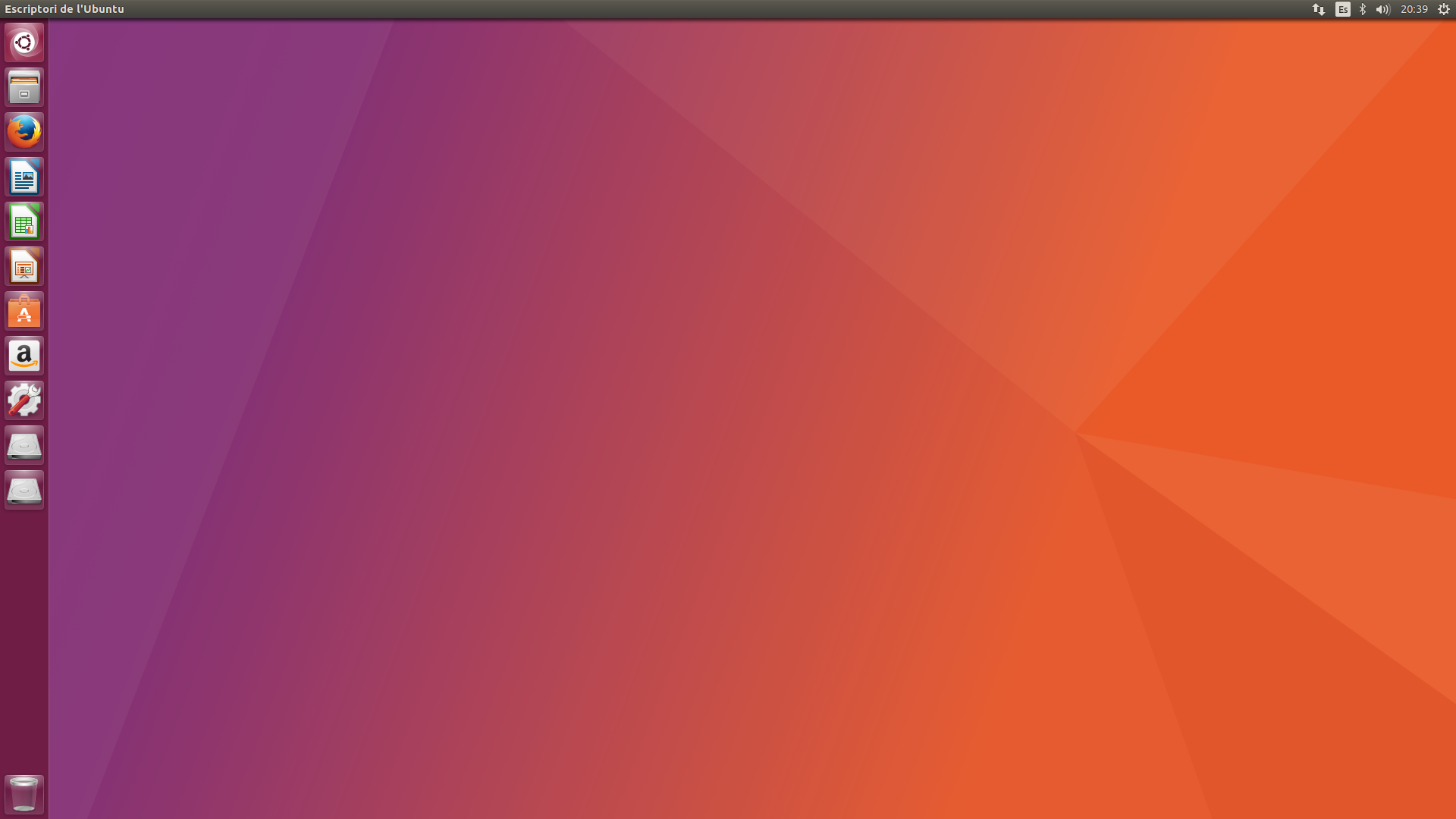
Ubuntu 17.04 "Zesty Zapus"
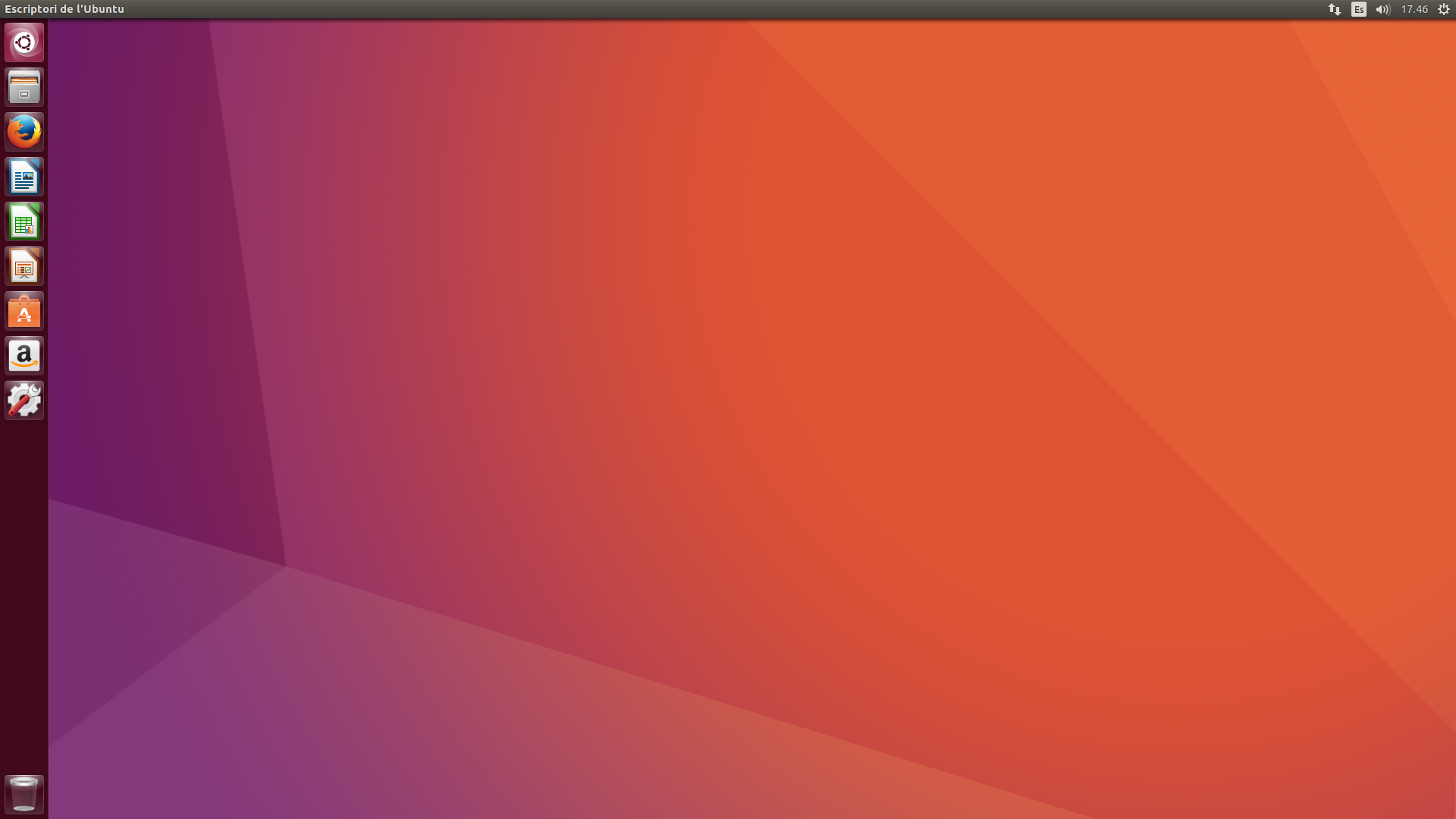
Ubuntu 16.10 "Yakkety Yak"
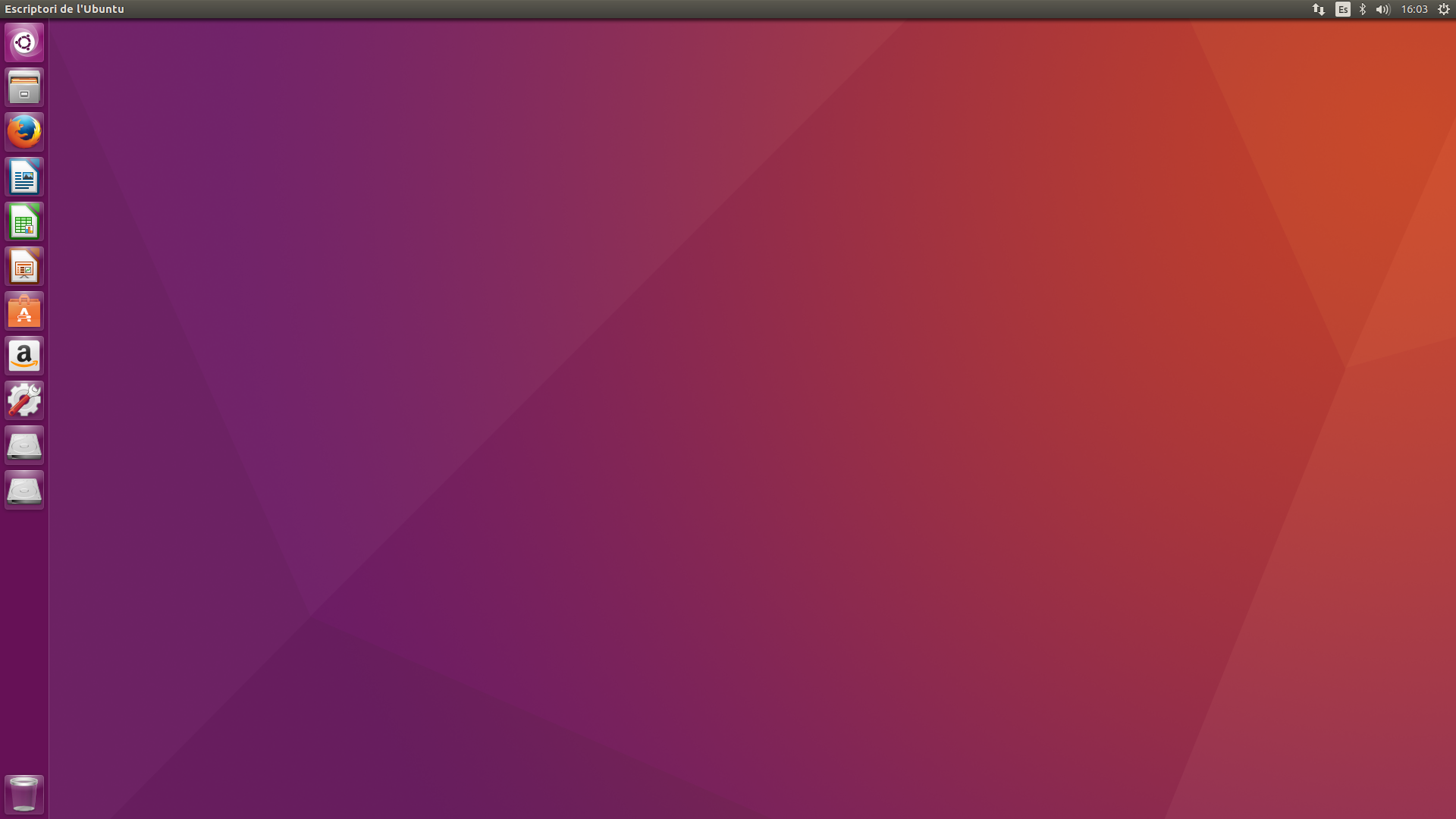
Ubuntu 16.04 LTS "Xenial Xerus"
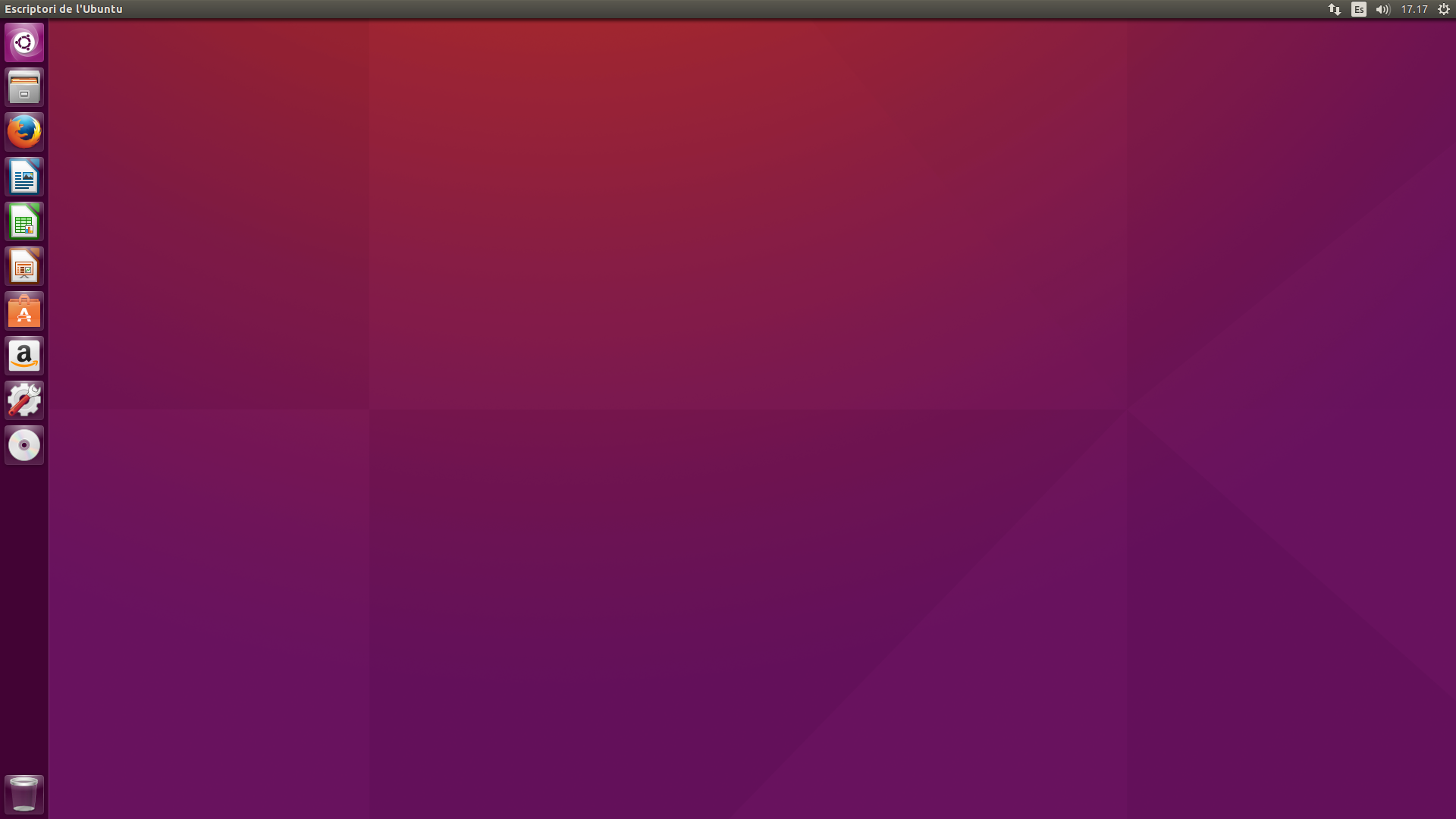
Ubuntu 15.10 "Wily Werewolf"
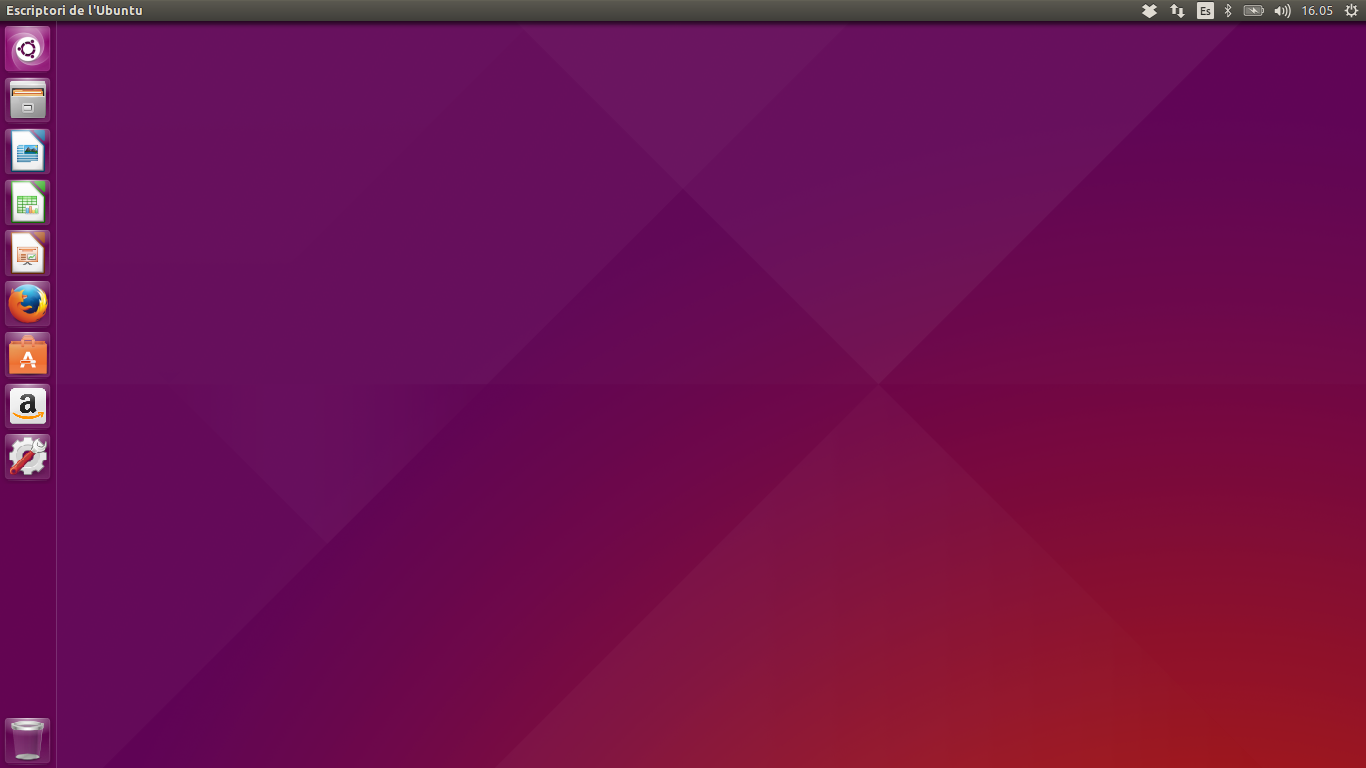
Ubuntu 15.04 "Vivid Vervet"
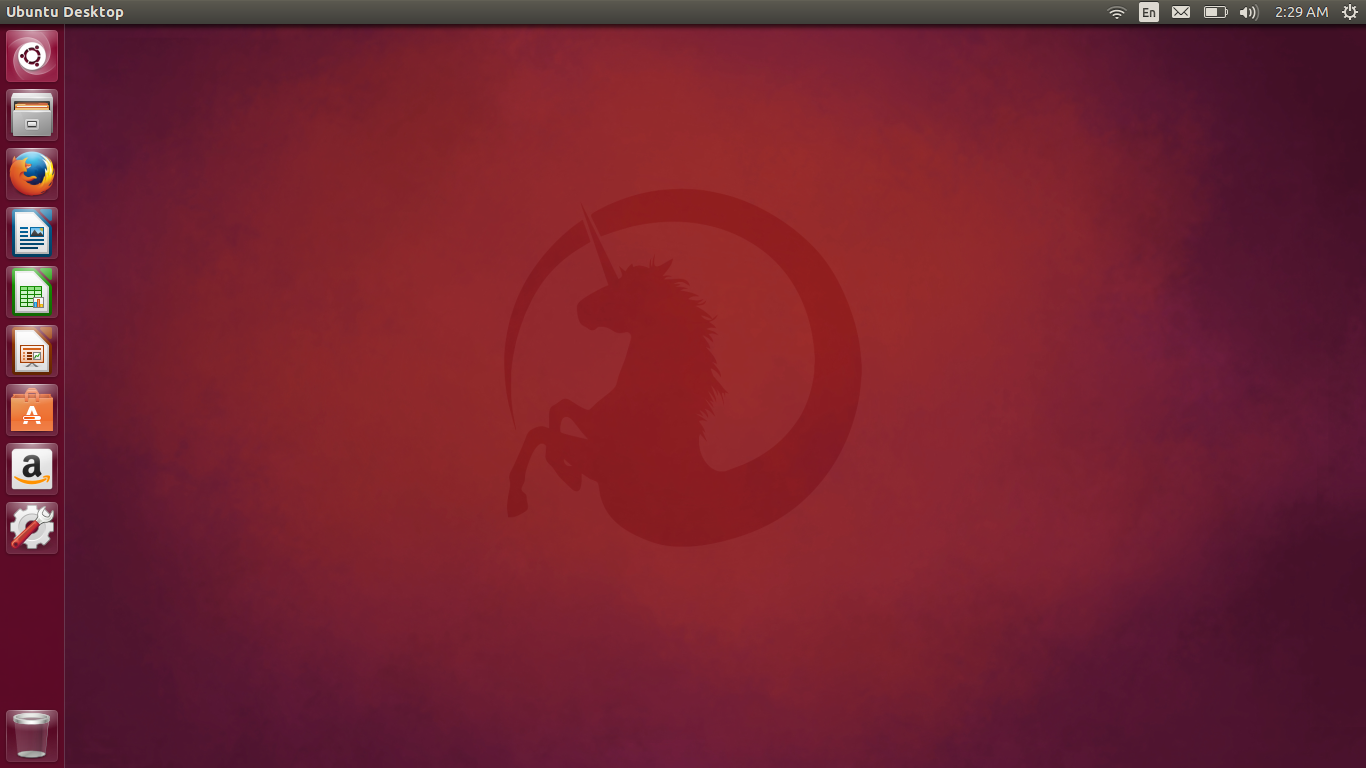
Ubuntu 14.10 "Utopic Unicorn"
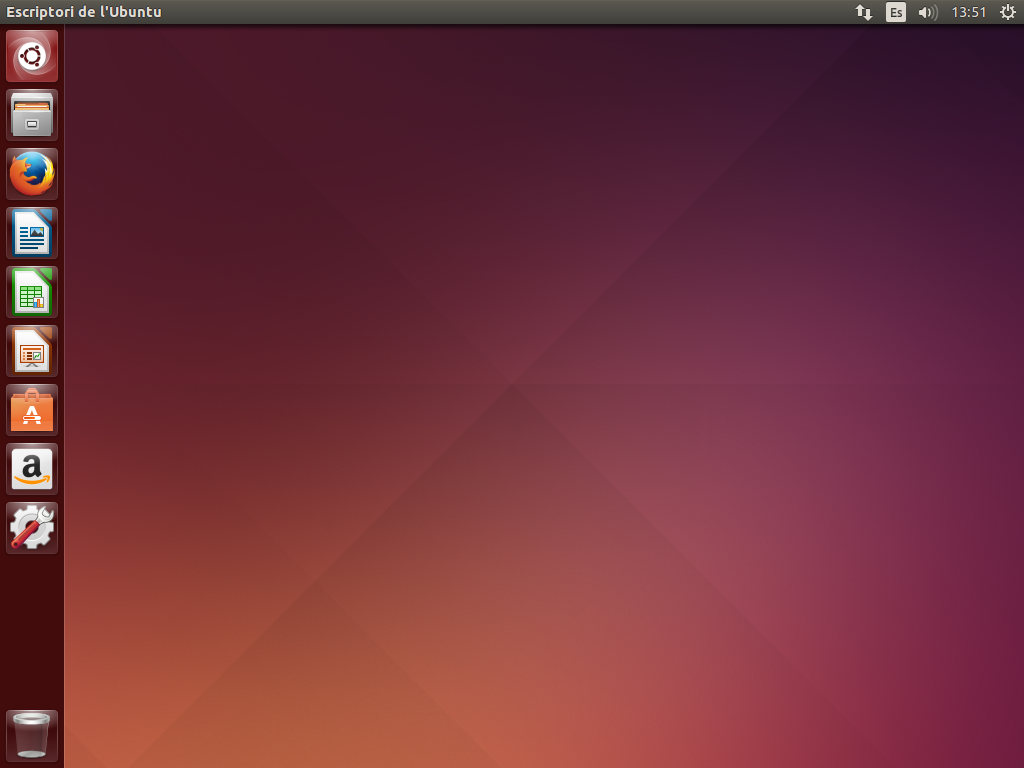
Ubuntu 14.04 LTS "Trusty Tahr"
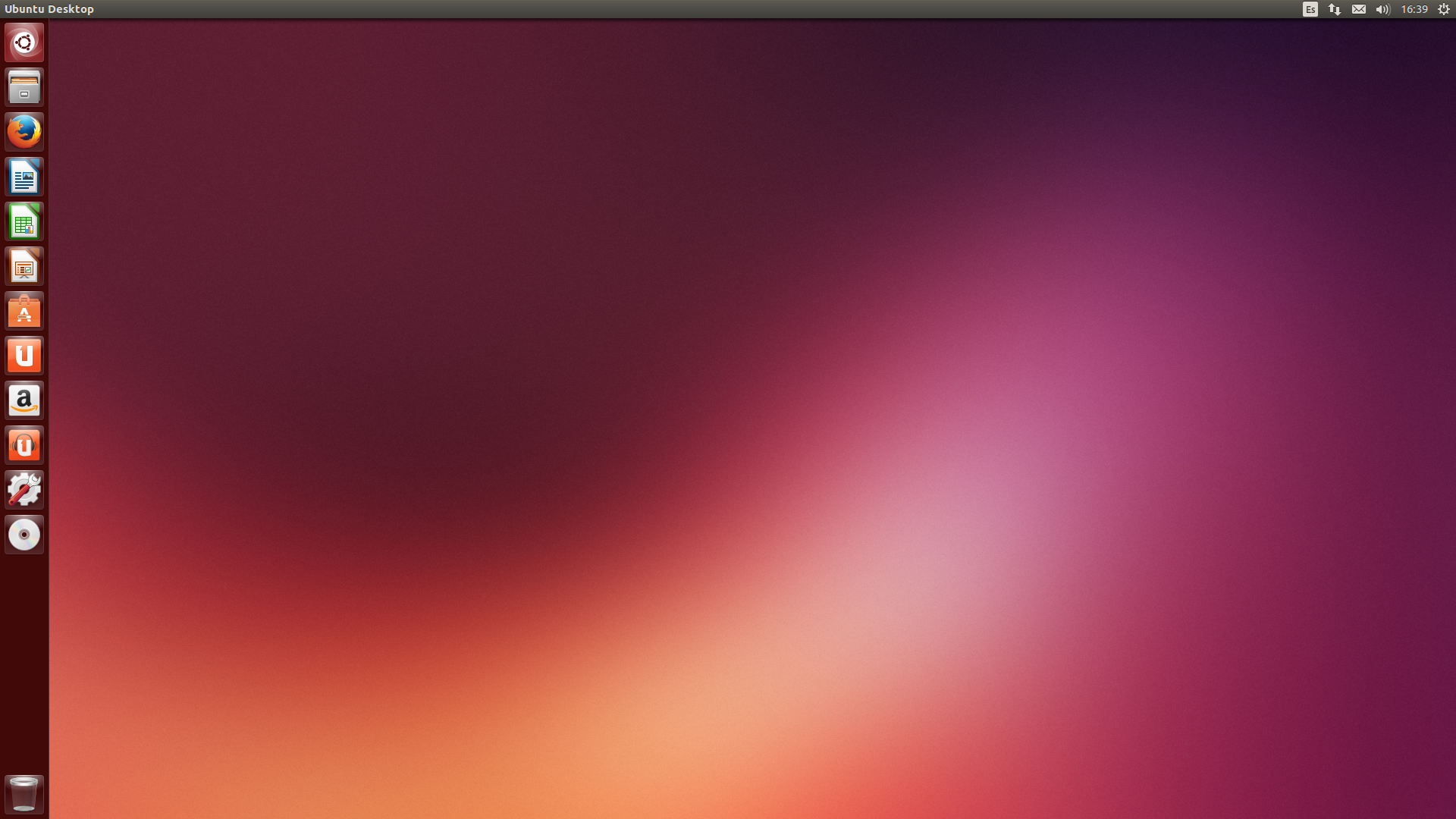
Ubuntu 13.10 "Saucy Salamander"
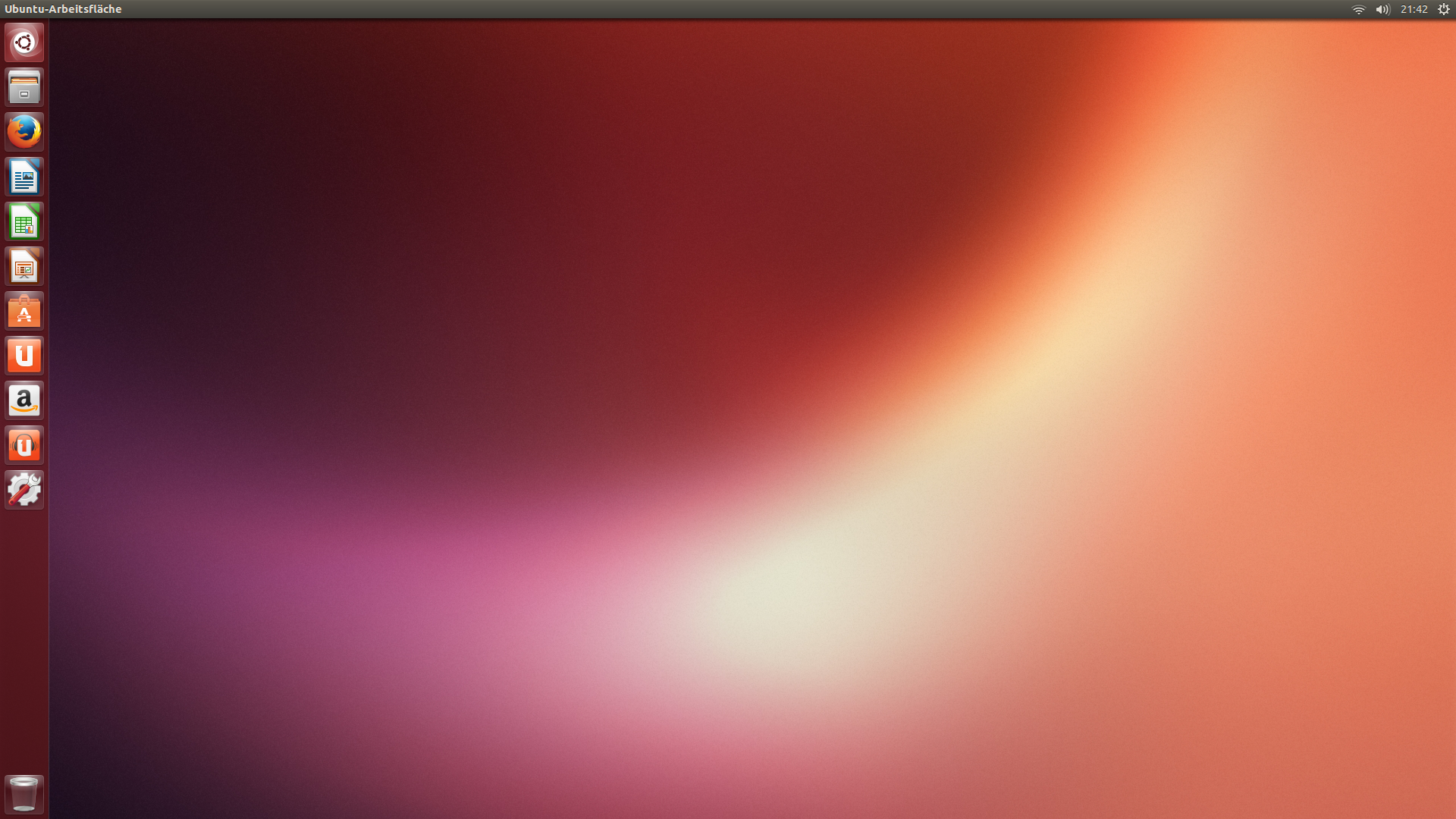
Ubuntu 13.04 "Raring Ringtail"
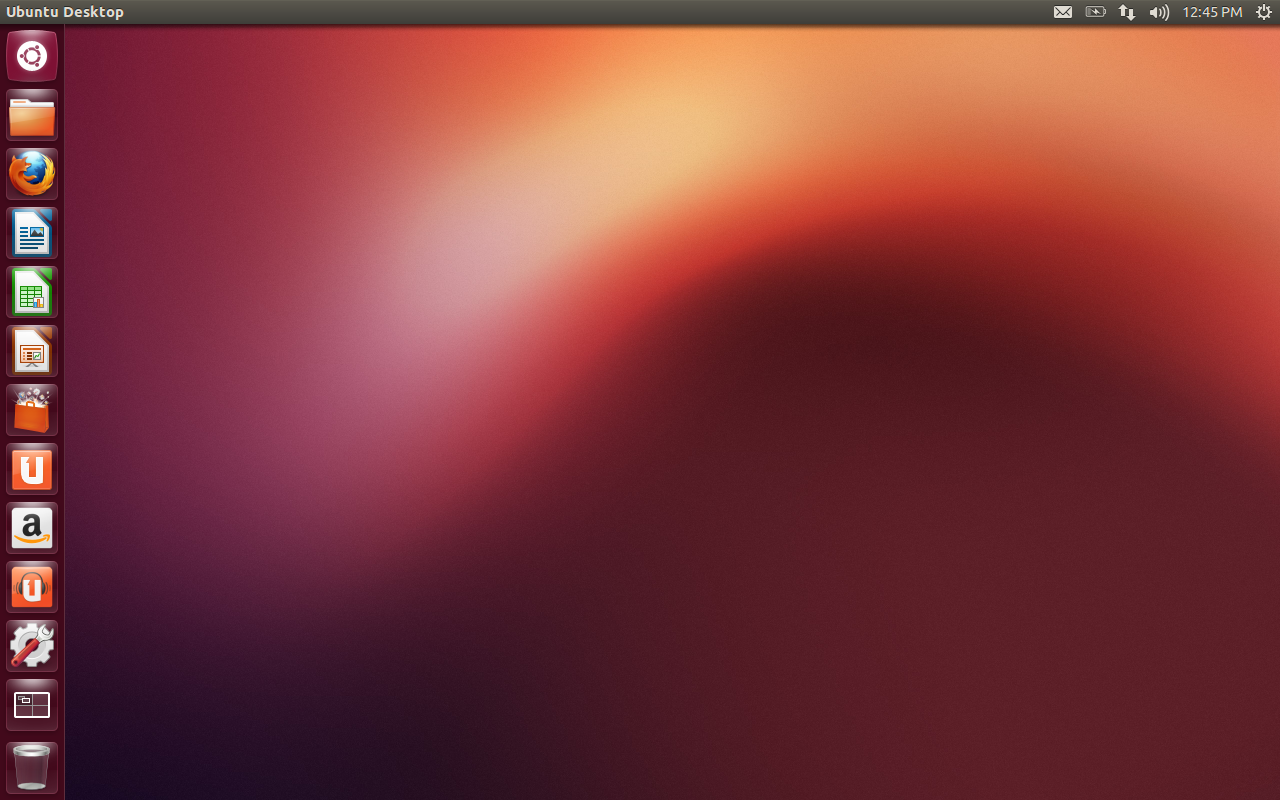
Ubuntu 12.10 "Quantal Quetzal"
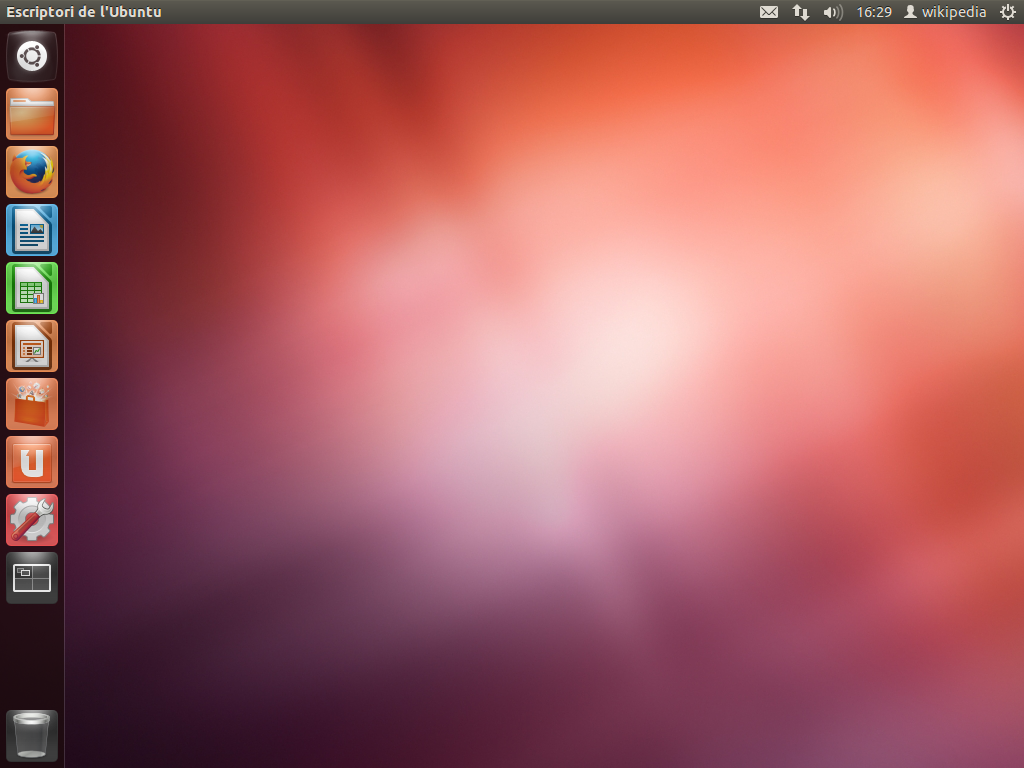
Ubuntu 12.04 LTS "Precise Pangolin"
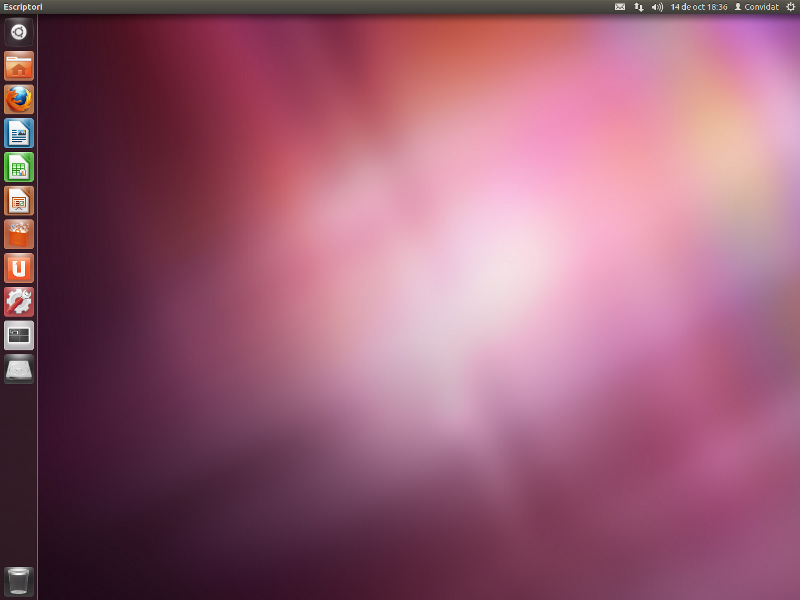
Ubuntu 11.10 "Oneiric Ocelot"
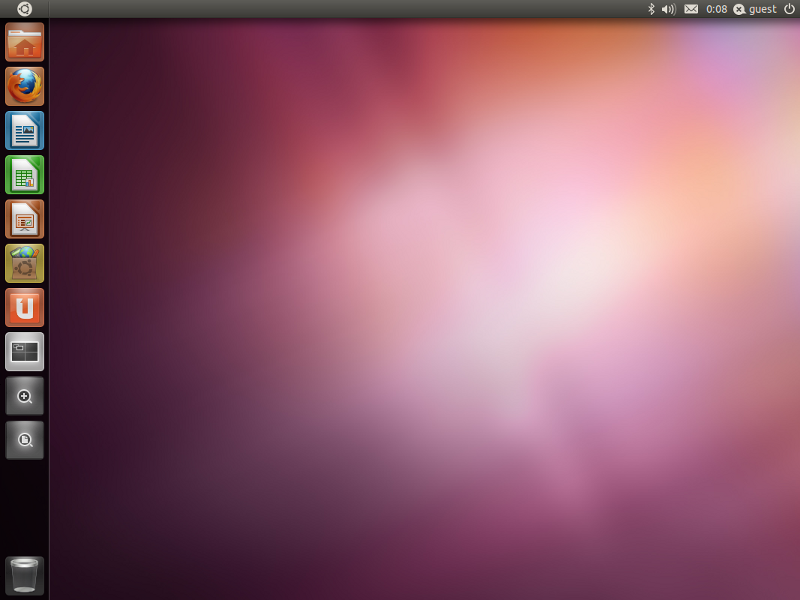
Ubuntu 11.04 "Natty Narwhal"
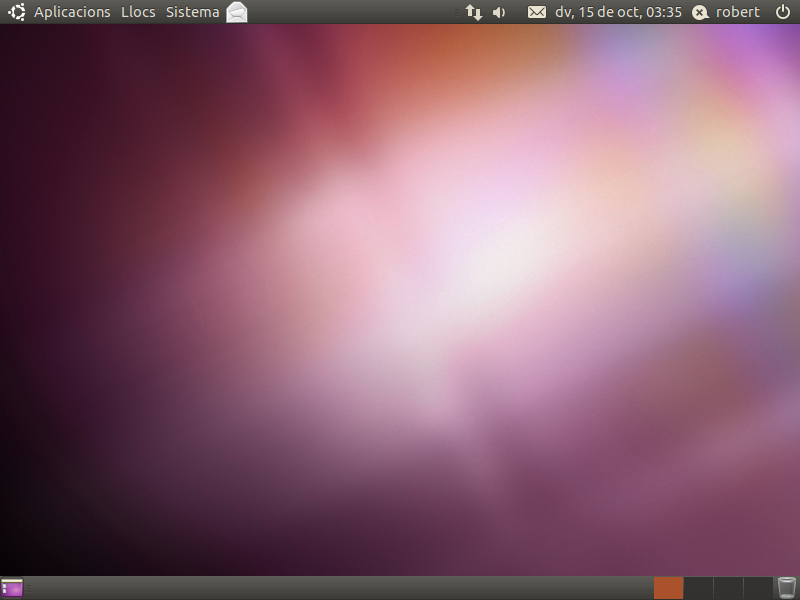
Ubuntu 10.10 "Maverick Meerkat"
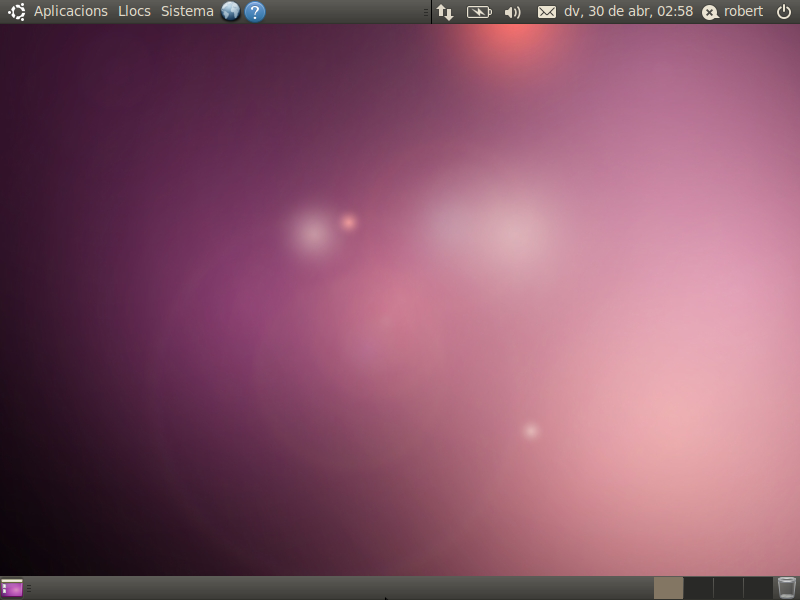
Ubuntu 10.04 LTS "Lucid Lynx"
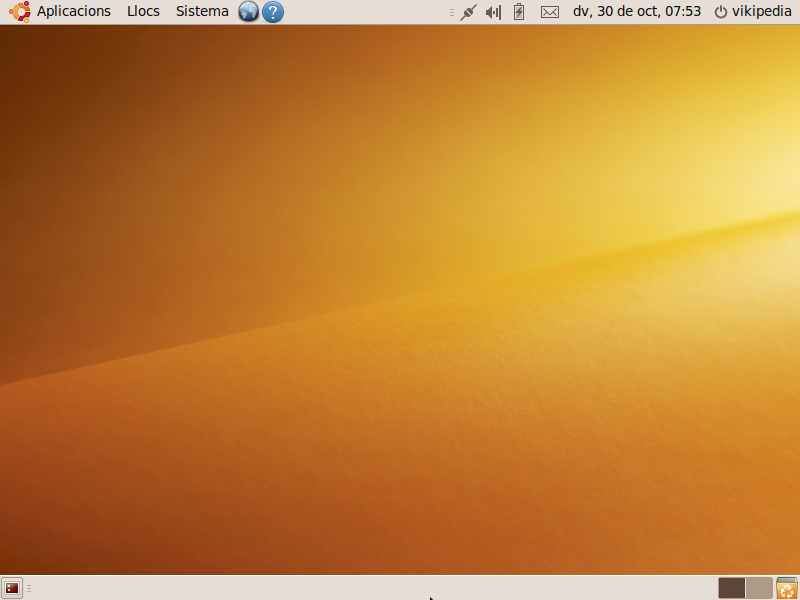
Ubuntu 9.10 "Karmic Koala"
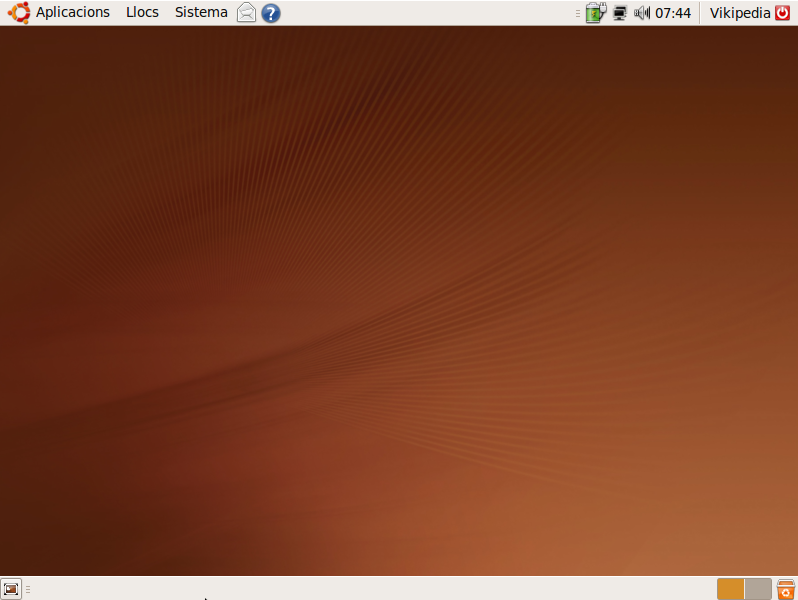
Ubuntu 9.04 "Jaunty Jackalope"
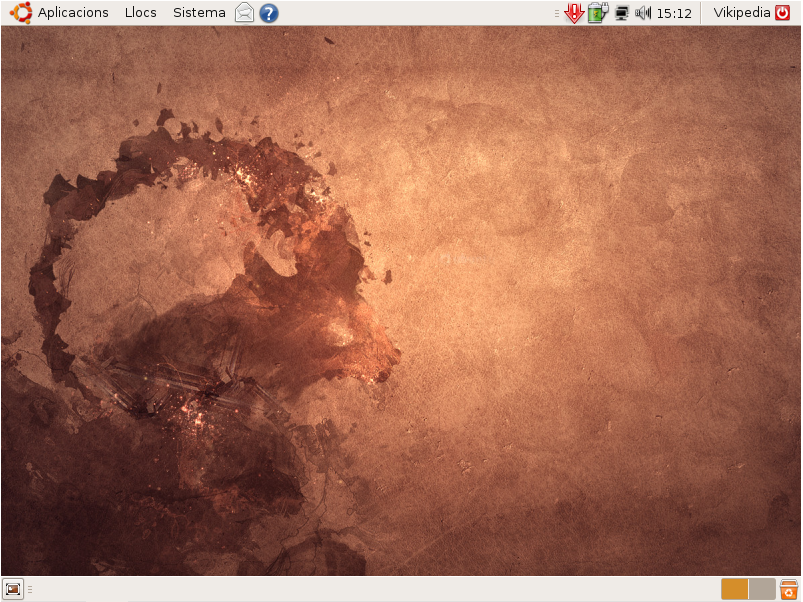
Ubuntu 8.10 "Intrepid Ibex"
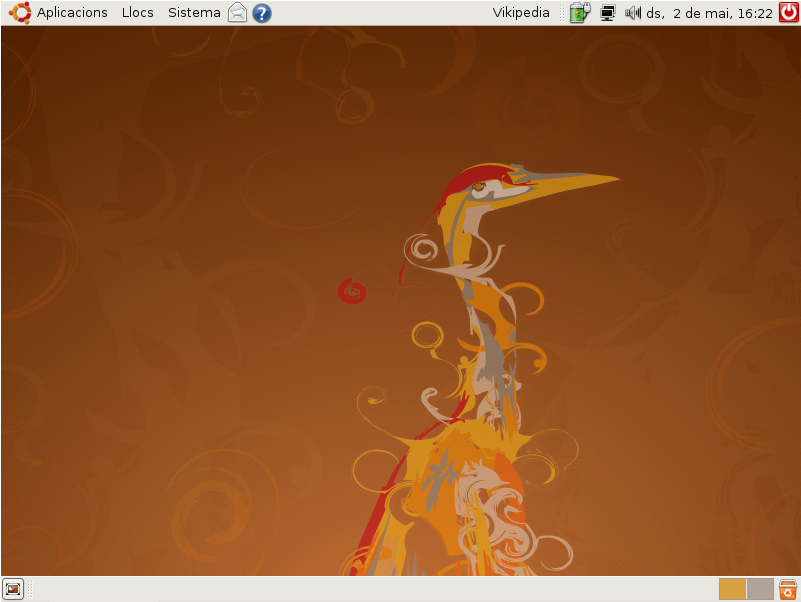
Ubuntu 8.04 LTS "Hardy Heron"
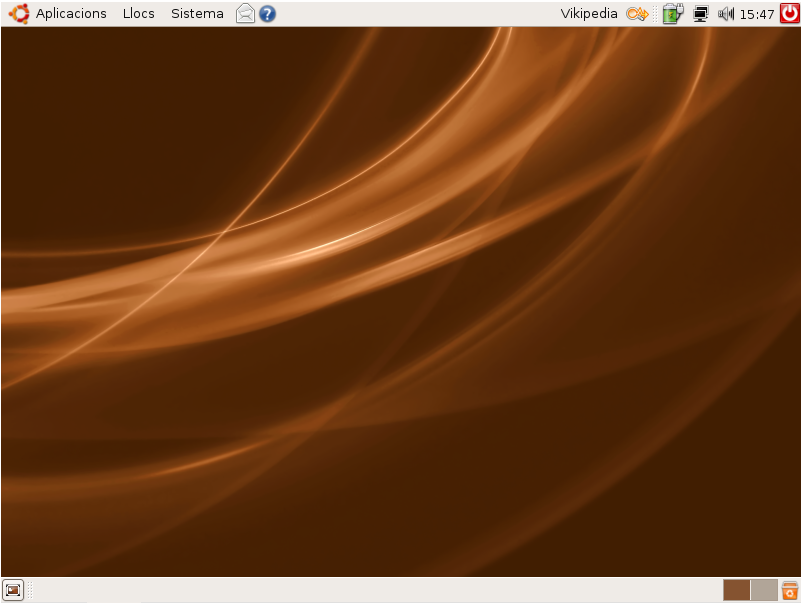
Ubuntu 7.10 "Gutsy Gibbon"
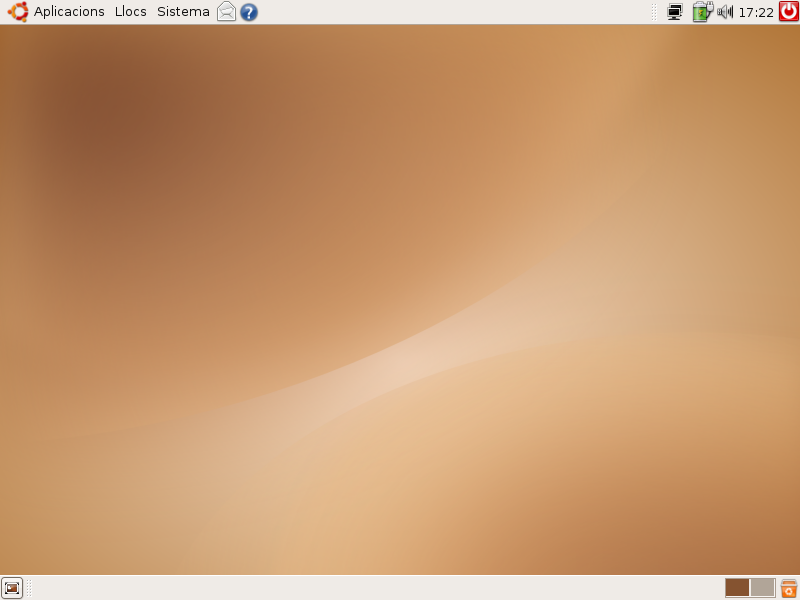
Ubuntu 7.04 "Feisty Fawn"
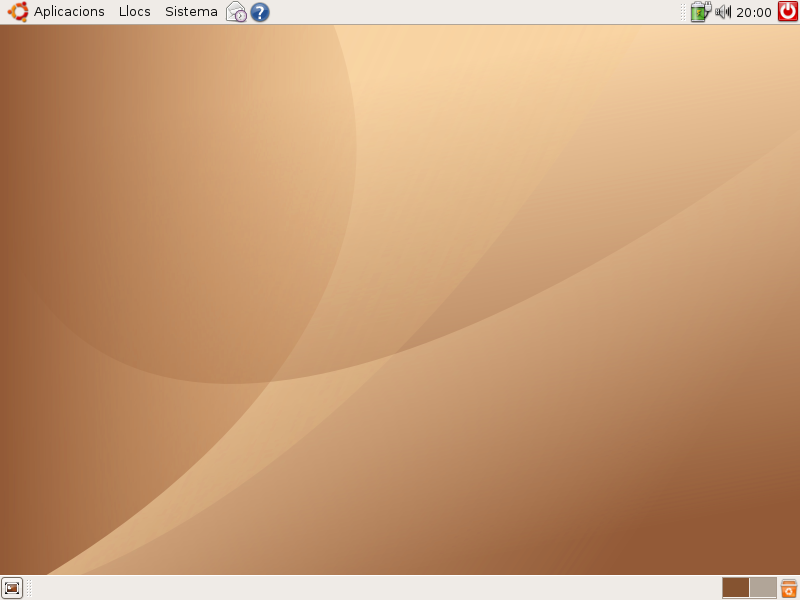
Ubuntu 6.10 "Edgy Eft"
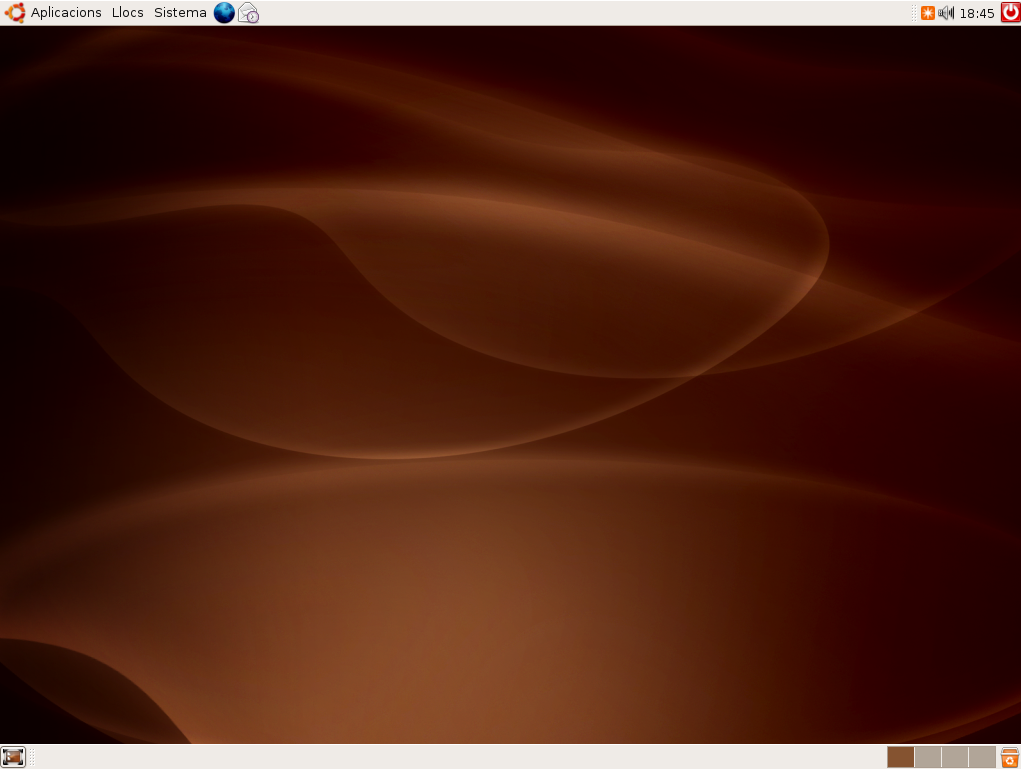
Ubuntu 6.06 LTS "Dapper Drake"
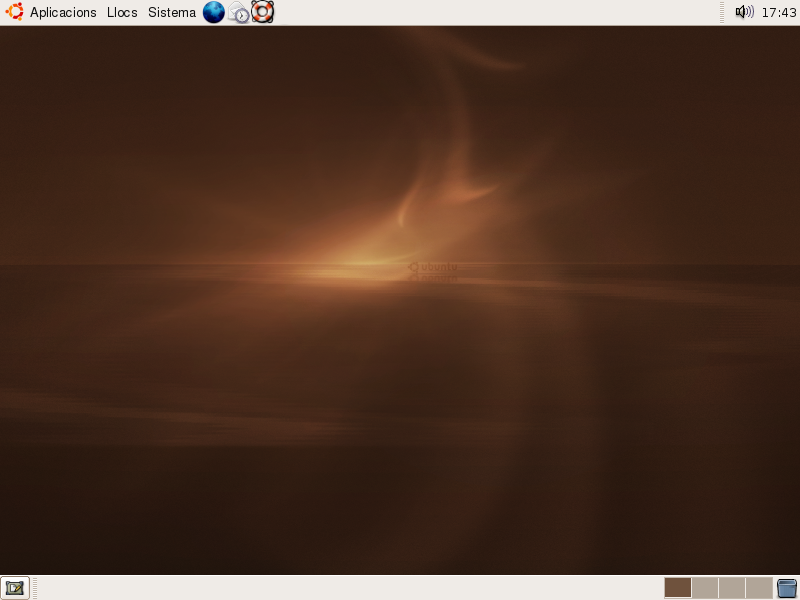
Ubuntu 5.10 "Breezy Badger"
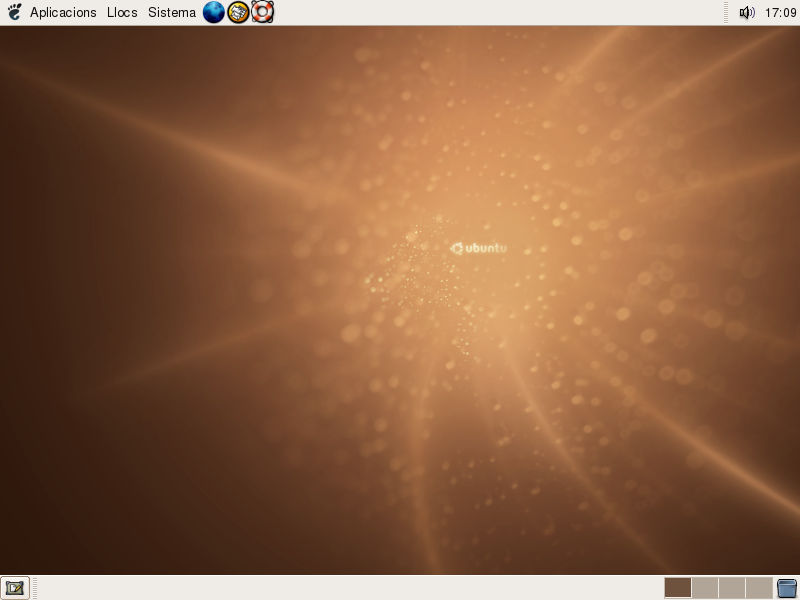
Ubuntu 5.04 "Hoary Hedgehog"
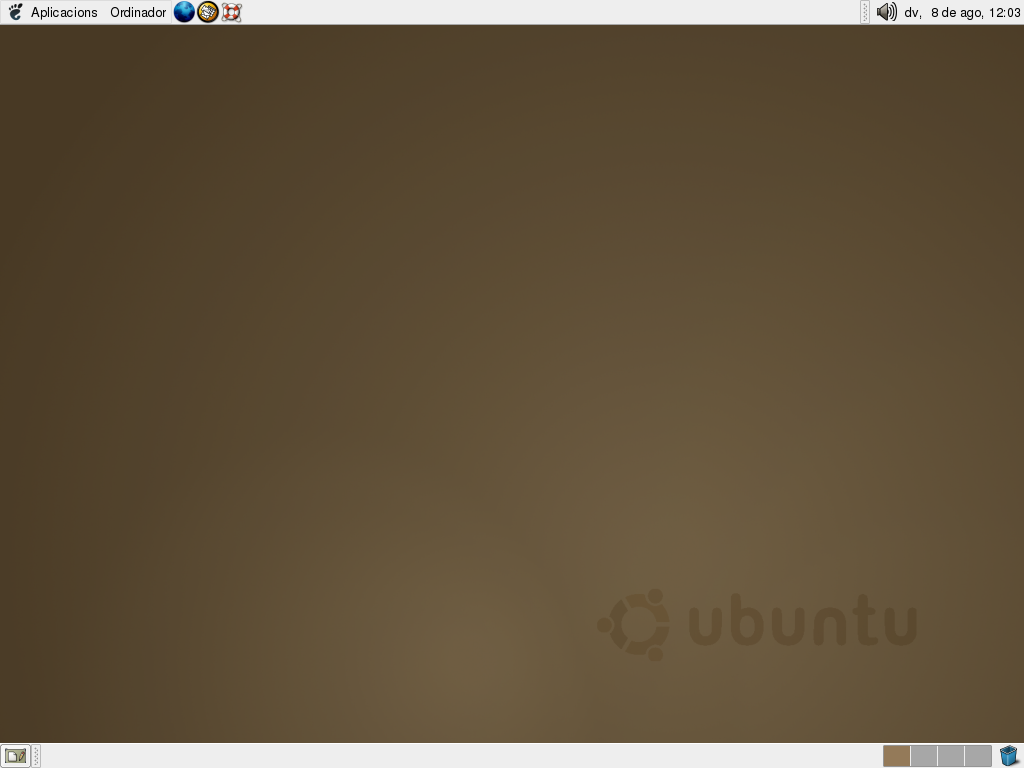
Ubuntu 4.10 "Warty Warthog"